# Usine Bugatti de Molsheim
Pour les articles homonymes, voir Bugatti (homonymie).
L'usine Bugatti de Molsheim est le site industriel et siège social historique du constructeur automobile Bugatti, fondé par Ettore Bugatti en 1909, à Molsheim. Il est également le site industriel des activités aéronautiques de Messier-Bugatti, aujourd'hui Safran Landing Systems.
Outre l'usine, le site réunit la villa familiale sur le domaine de la « Hardtmuhle », l'usine de production de la marque à Molsheim, et le domaine du château Saint-Jean à Dorlisheim, racheté en 1928 par Ettore Bugatti où réside désormais le nouveau site d'assemblage Bugatti Automobiles, à 30 km au sud-ouest de Strasbourg, en Alsace,.

## Historique
Ettore Bugatti (1881-1947) commence sa carrière de concepteur et pilote de voitures de courses d’élite : 
- 1898 comme apprenti chez Prinetti & Stucchi (en) à Milan, où il conçoit sa première Bugatti Type 1 en 1899, et Bugatti Type 2 en 1900 ;
- 1902 association avec Lorraine-Dietrich-De Dietrich à Niederbronn-les-Bains à 50 km au nord de Strasbourg, avec Eugène-Dominique de Dietrich, Amédée Bollée et Émile Mathis, pour produire des De Dietrich Bugatti Type 3, 4 et 5 ;
- 1904 fondation de Mathis avec Émile Mathis à Illkirch-Graffenstaden (10 km au sud de Strasbourg). Production des Mathis Hermès Simplex (Bugatti Type 6 et 7) ;
- 1907 association avec Deutz AG de Nikolaus Otto et son fils Gustav Otto (fondateur de BMW en 1917), à Cologne. Production des Bugatti Type 8 et 9.

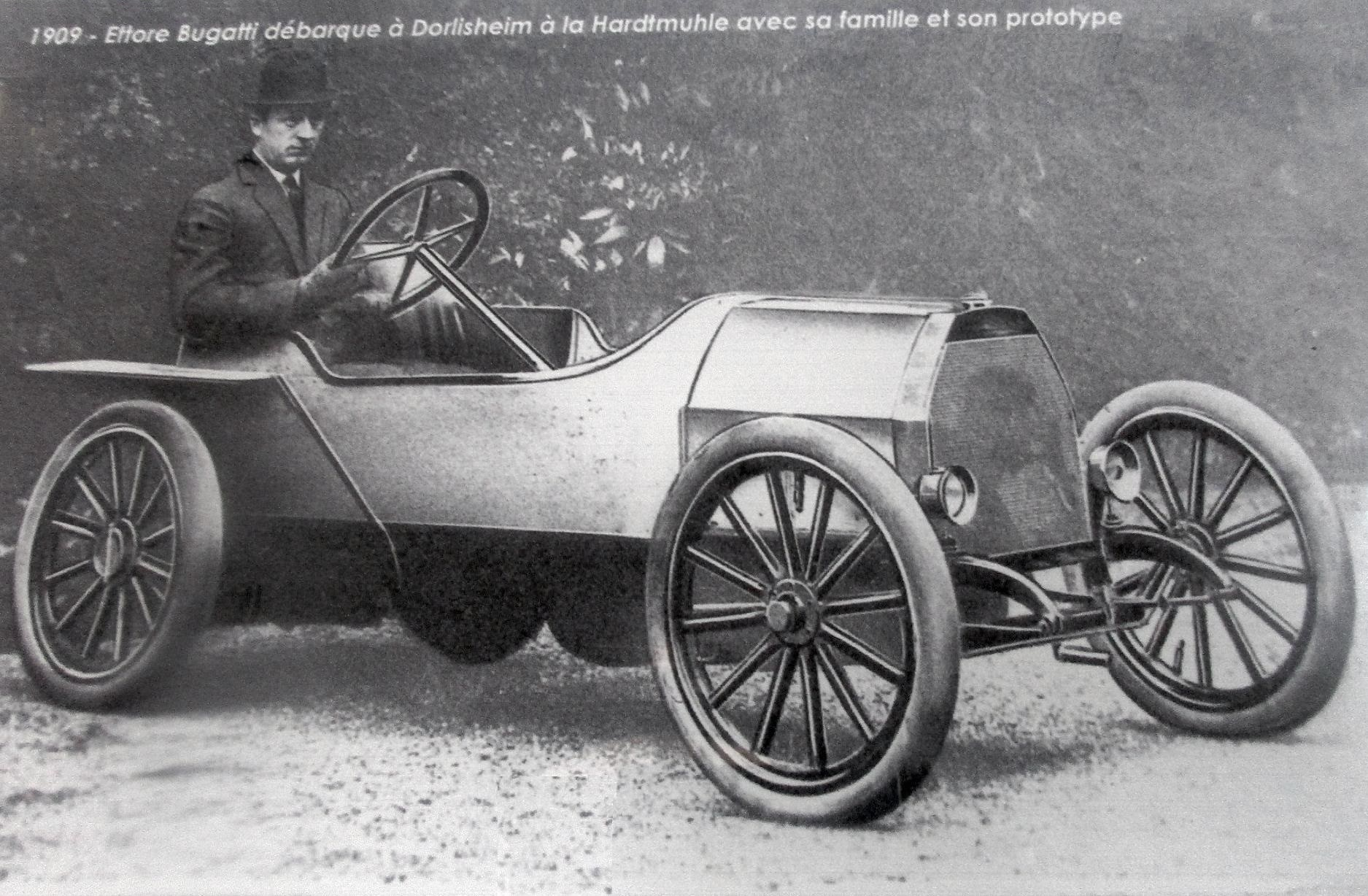
Ettore Bugatti et son prototype Bugatti Type 10 en 1909
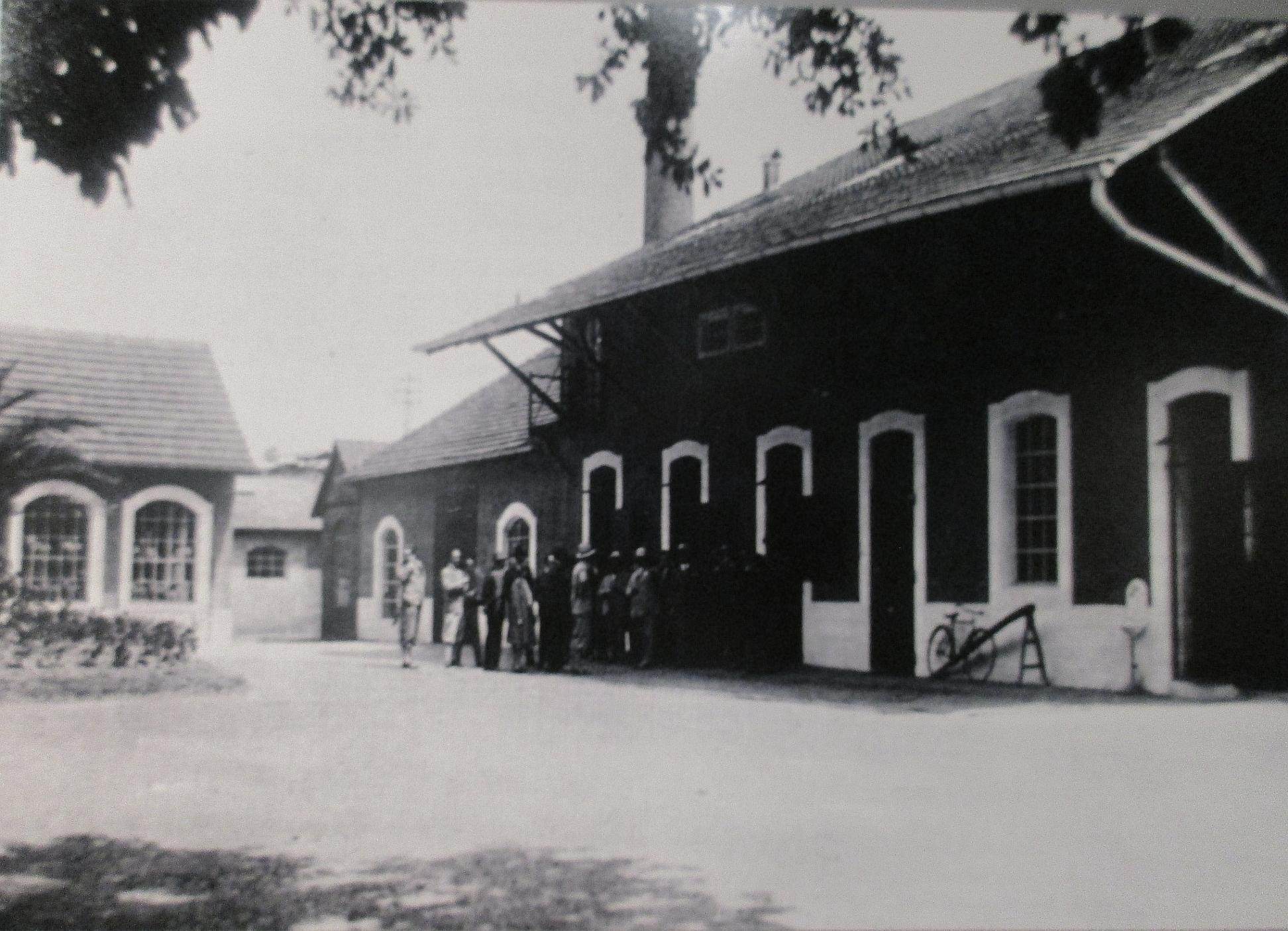
Garage, magasin, et écuries Bugatti historiques de 1909
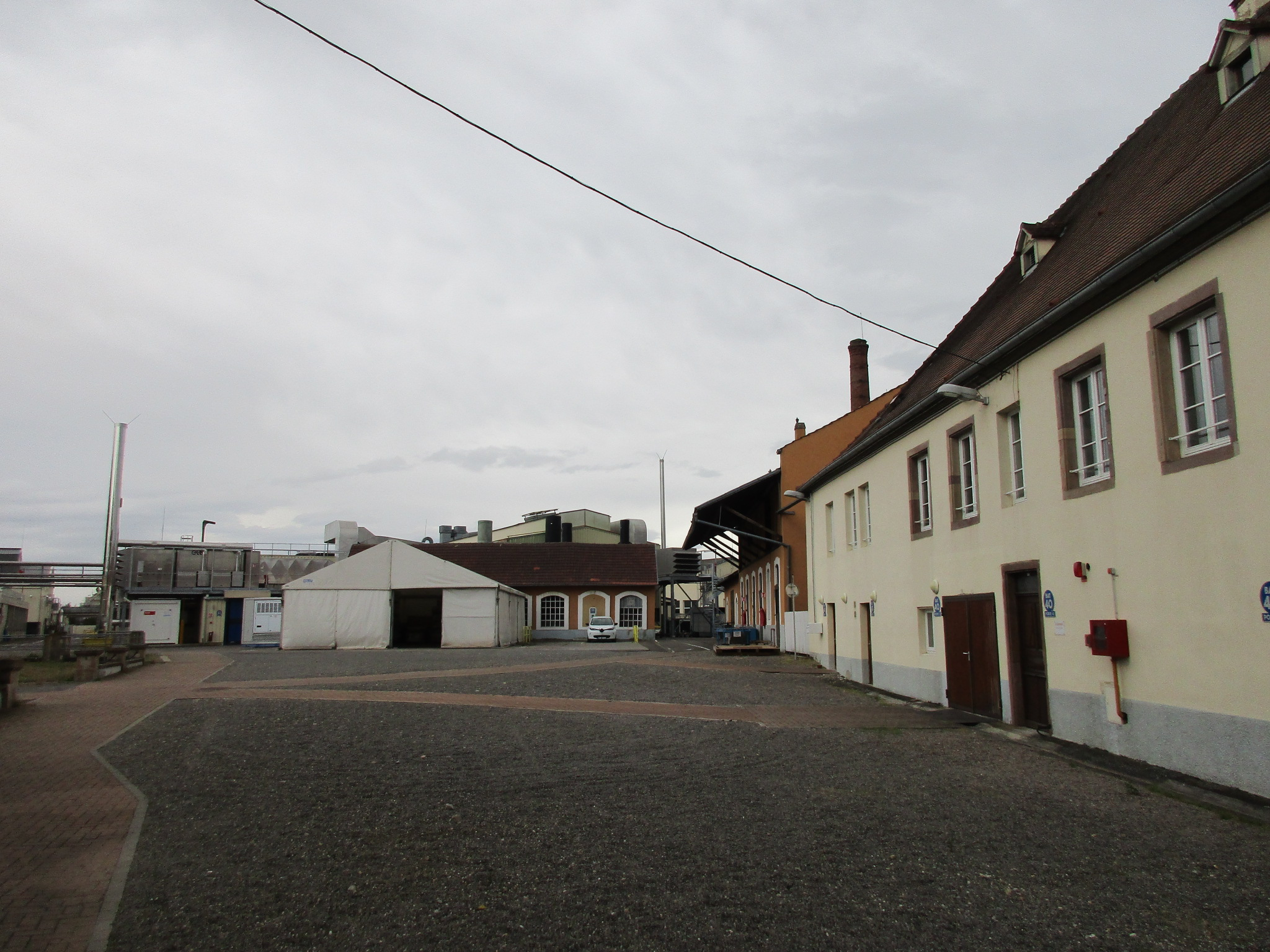
Site historique actuel préservé de 1909

En 1909, après avoir conçu pour son propre compte un prototype de Bugatti Type 10 de course, il fonde avec l'aide du banquier Augustin de Vizcaya et de son fils Pierre de Vizcaya, son industrie familiale Bugatti à Molsheim, avec son père Carlo Bugatti (1856-1940), son frère Rembrandt Bugatti (1884-1916), et ses fils Jean Bugatti (1909-1939) et Roland Bugatti (1922-1977), avec ses célèbres calandres de radiateurs en fer à cheval, inspirées du monde des pur-sang de sport hippique, et sa devise de toute sa vie « Rien n’est trop beau, rien n’est trop cher » pour sa richissime clientèle d'élite internationale.

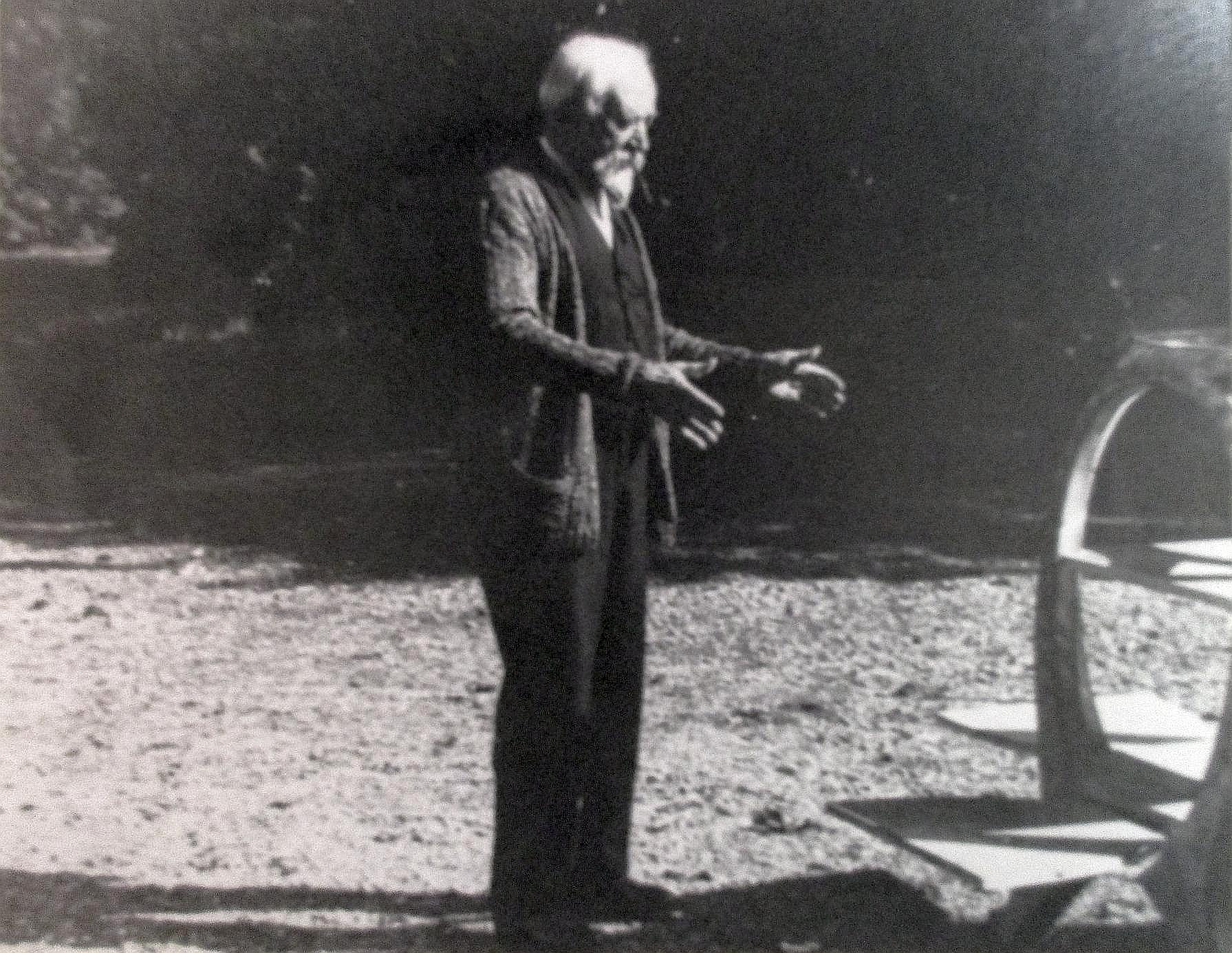
Carlo Bugatti
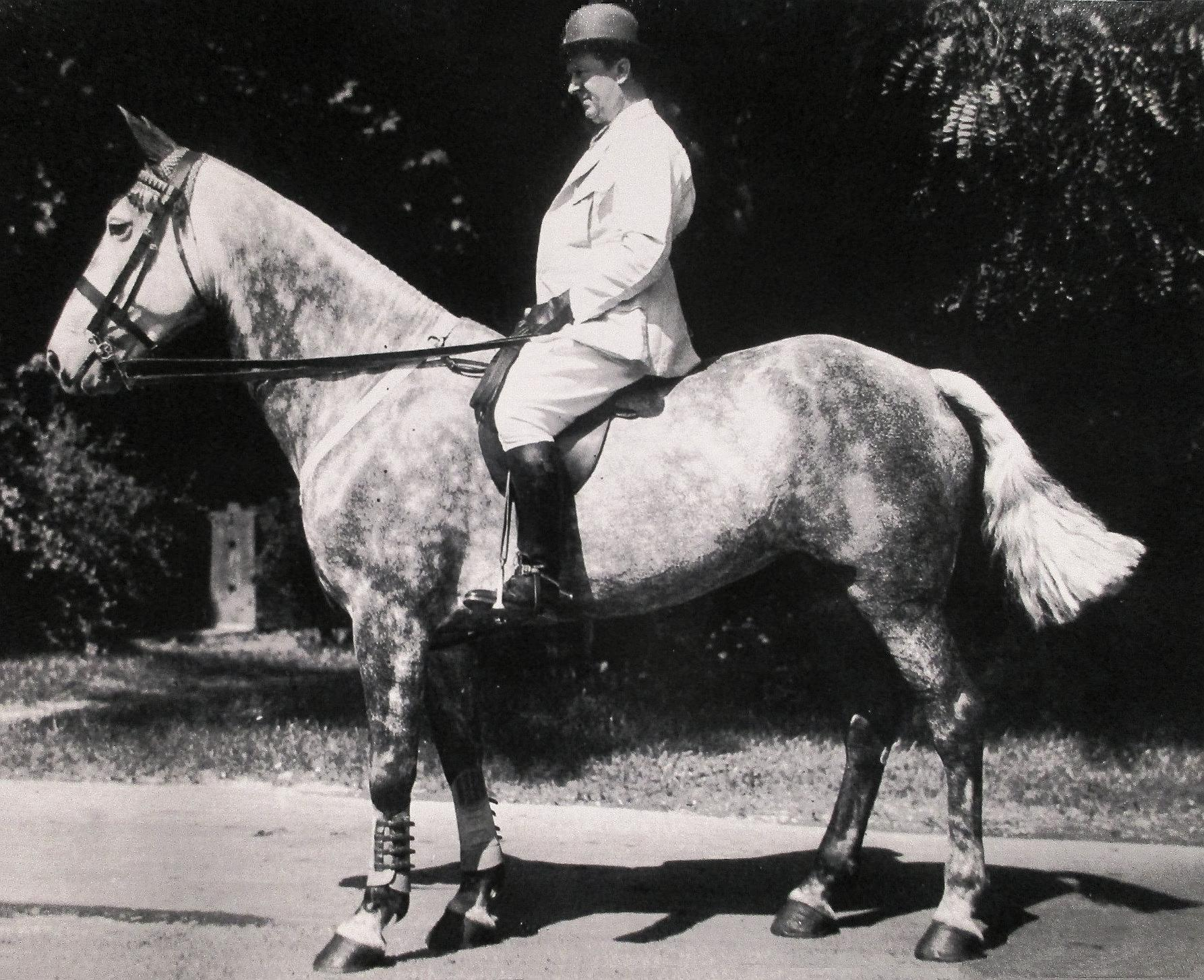
Ettore Bugatti, et son pur-sang Brouillard
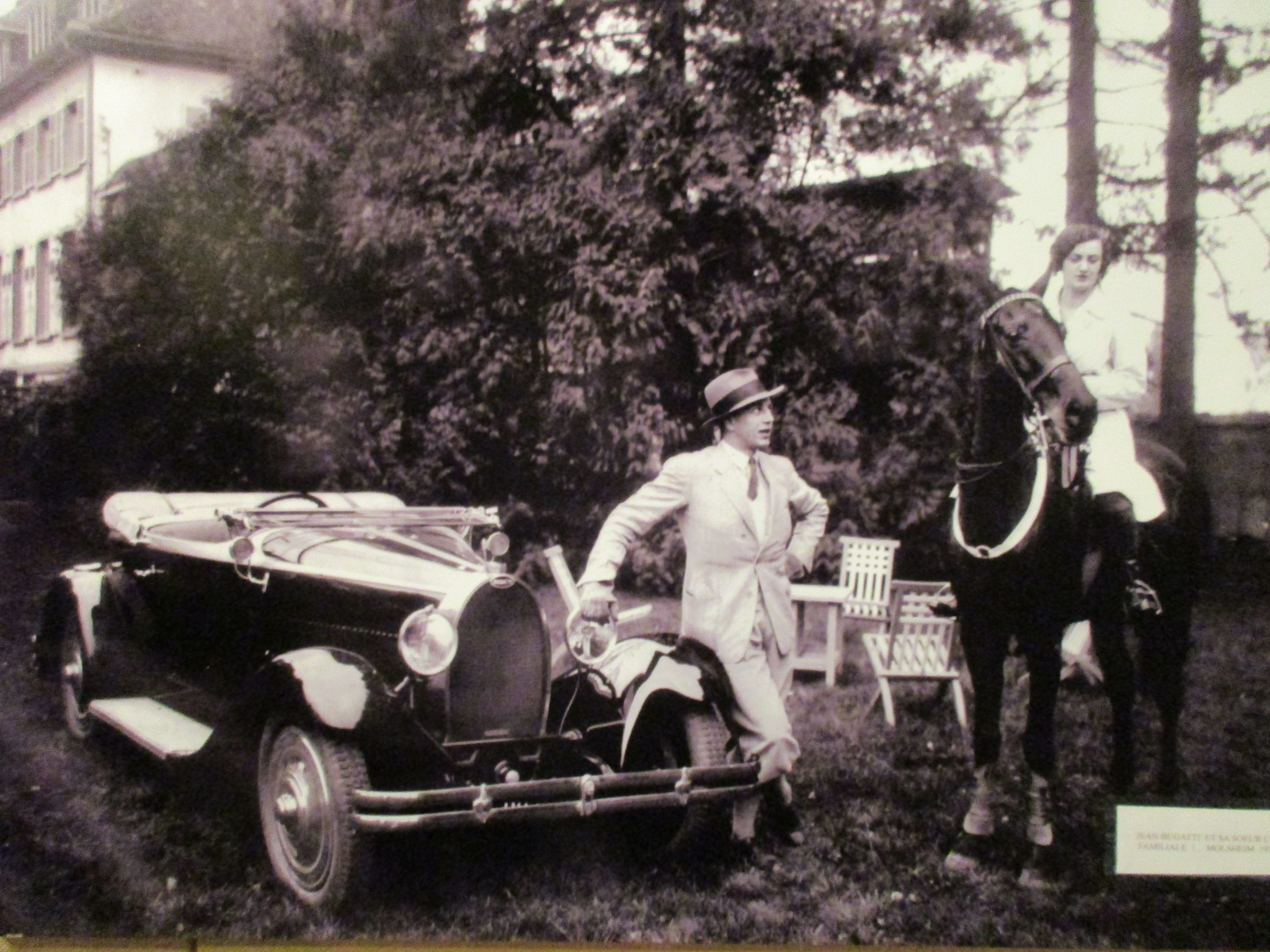
Jean Bugatti, et sa sœur L'Ebe
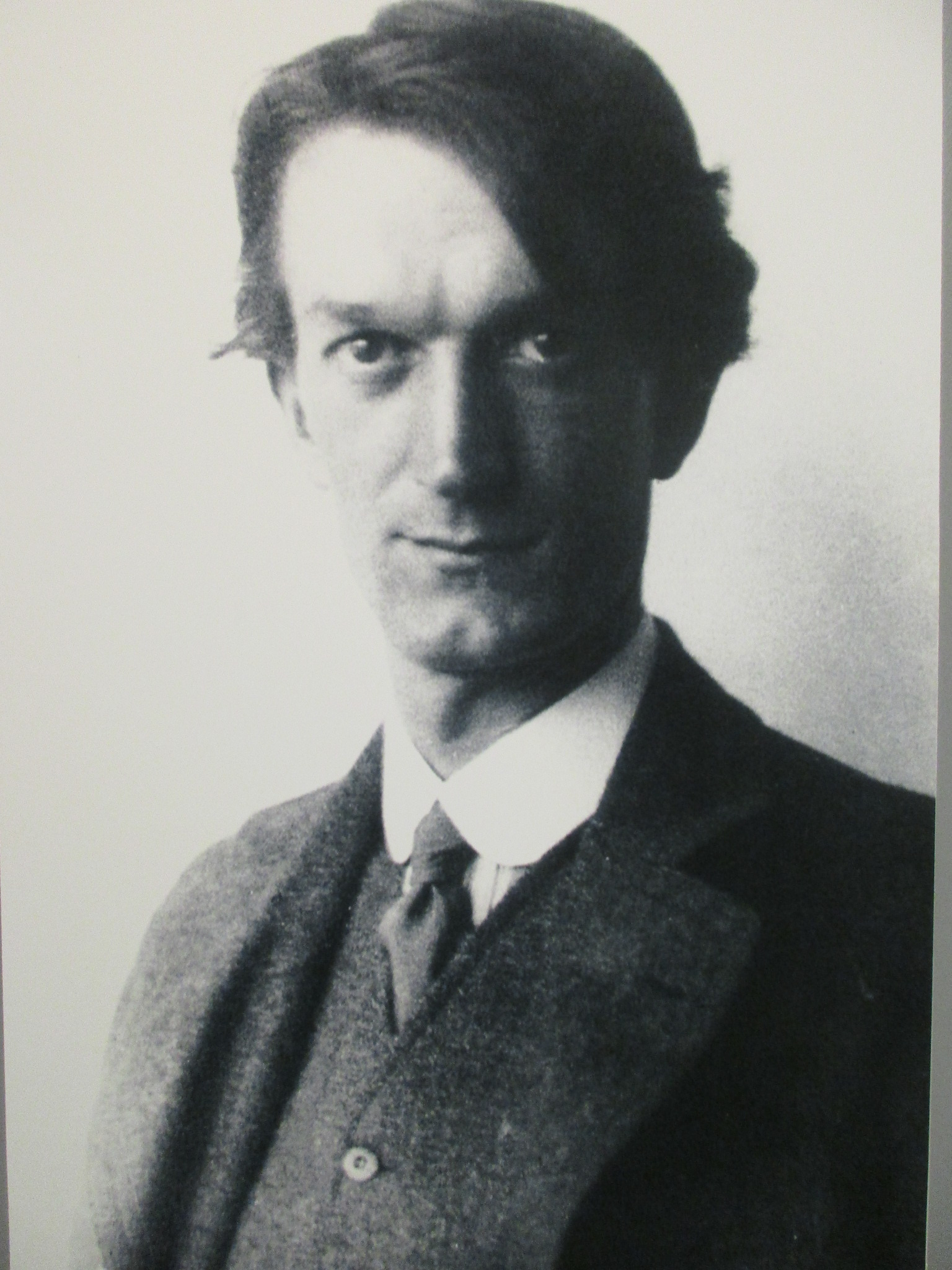
Rembrandt Bugatti

Il s'installe avec sa famille sur le site de la « Hardtmuhle » qui comprend une villa avec véranda, des écuries, et un atelier de fabrication où il va construire les premières automobiles de sa marque, voitures de course et de luxe, avec sa première Bugatti Type 13 de 1910, et suivantes, etc. (liste des automobiles Bugatti et liste des succès en courses de Bugatti). Après l'agrandissement de son usine, il conservera dans cet atelier la collection des œuvres de son frère Rembrandt Bugatti et quelques prototypes automobiles.

Villa Bugatti et château Saint-Jean
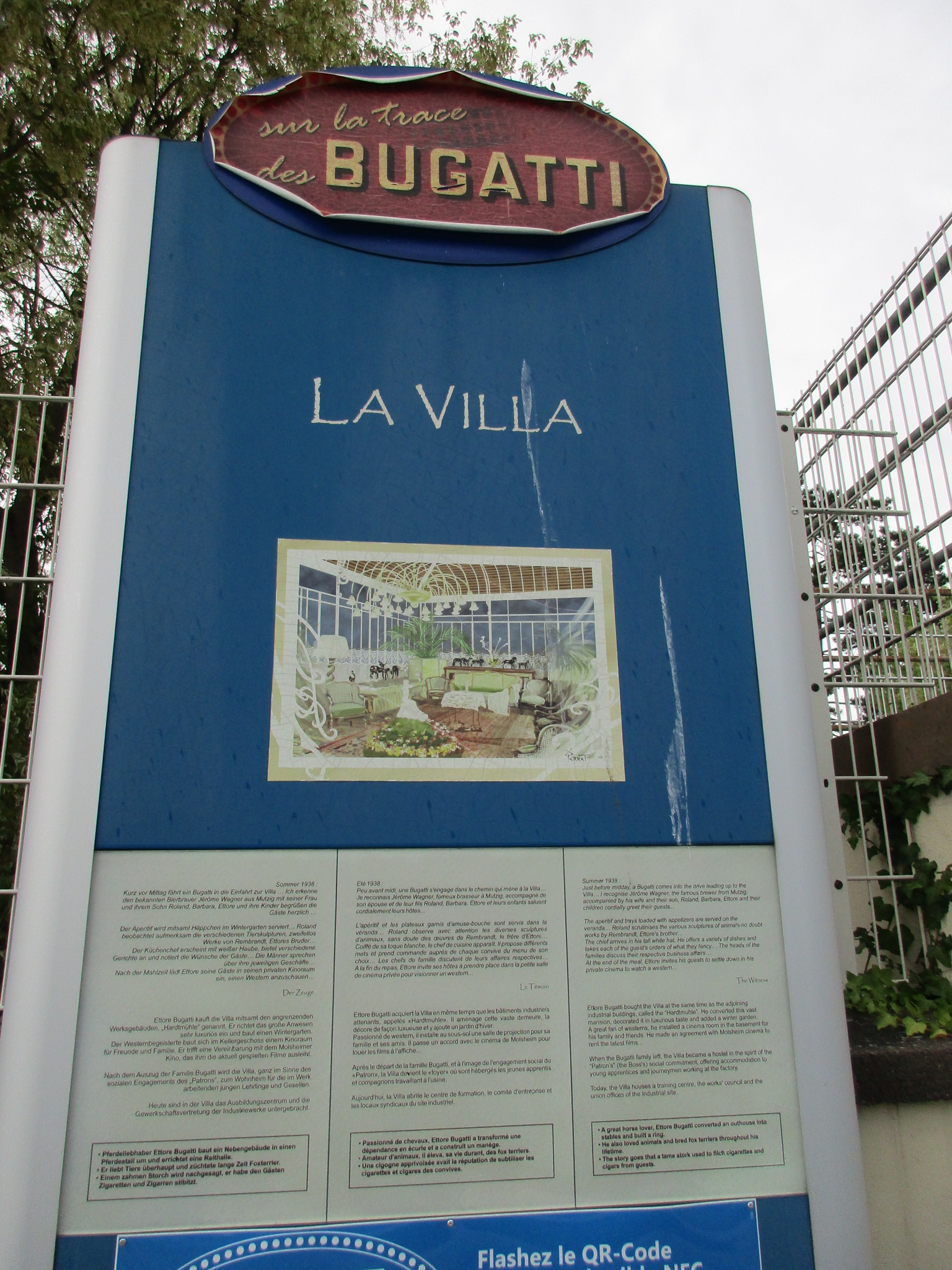
Totem Bugatti
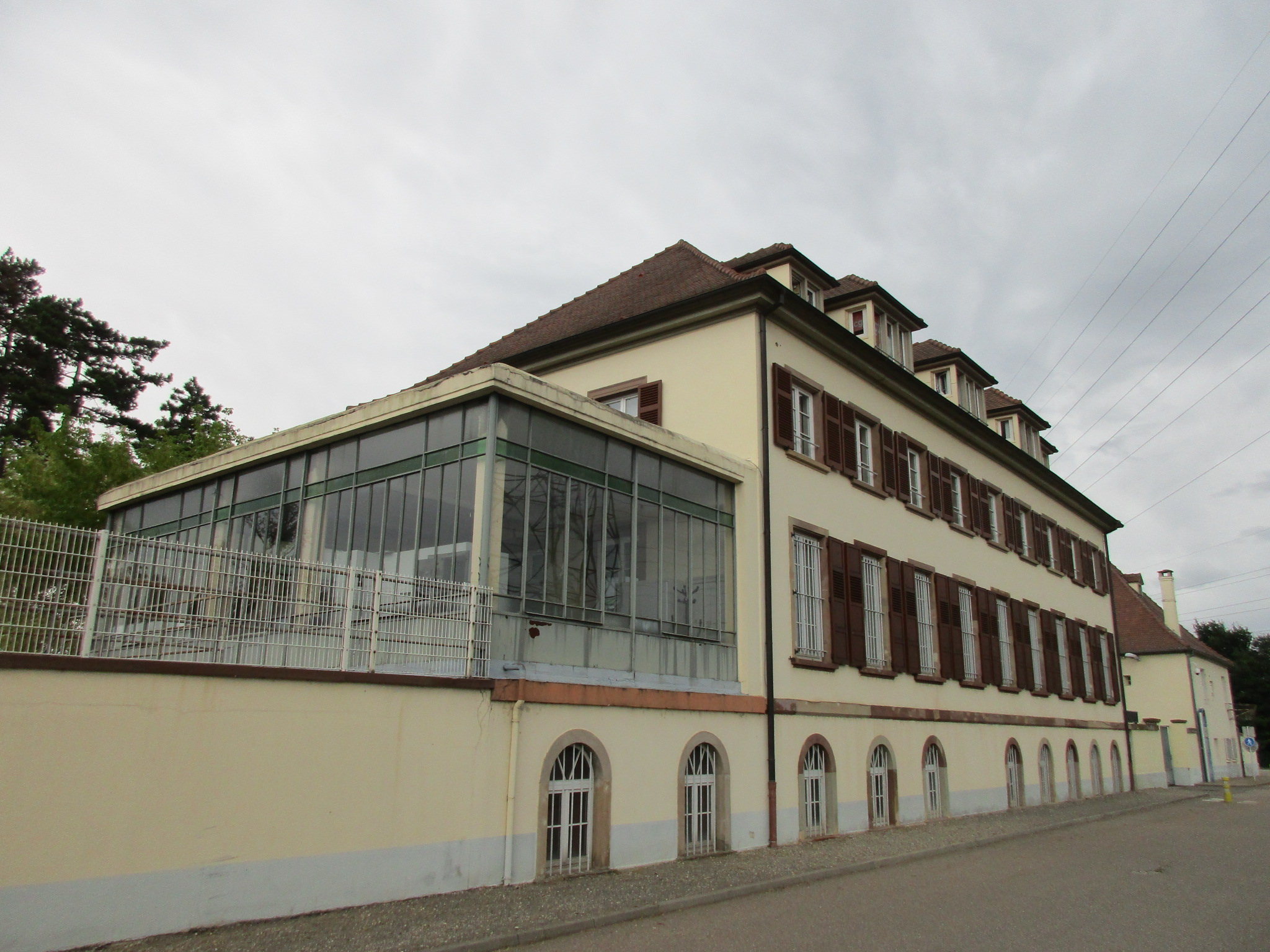
Villa Bugatti
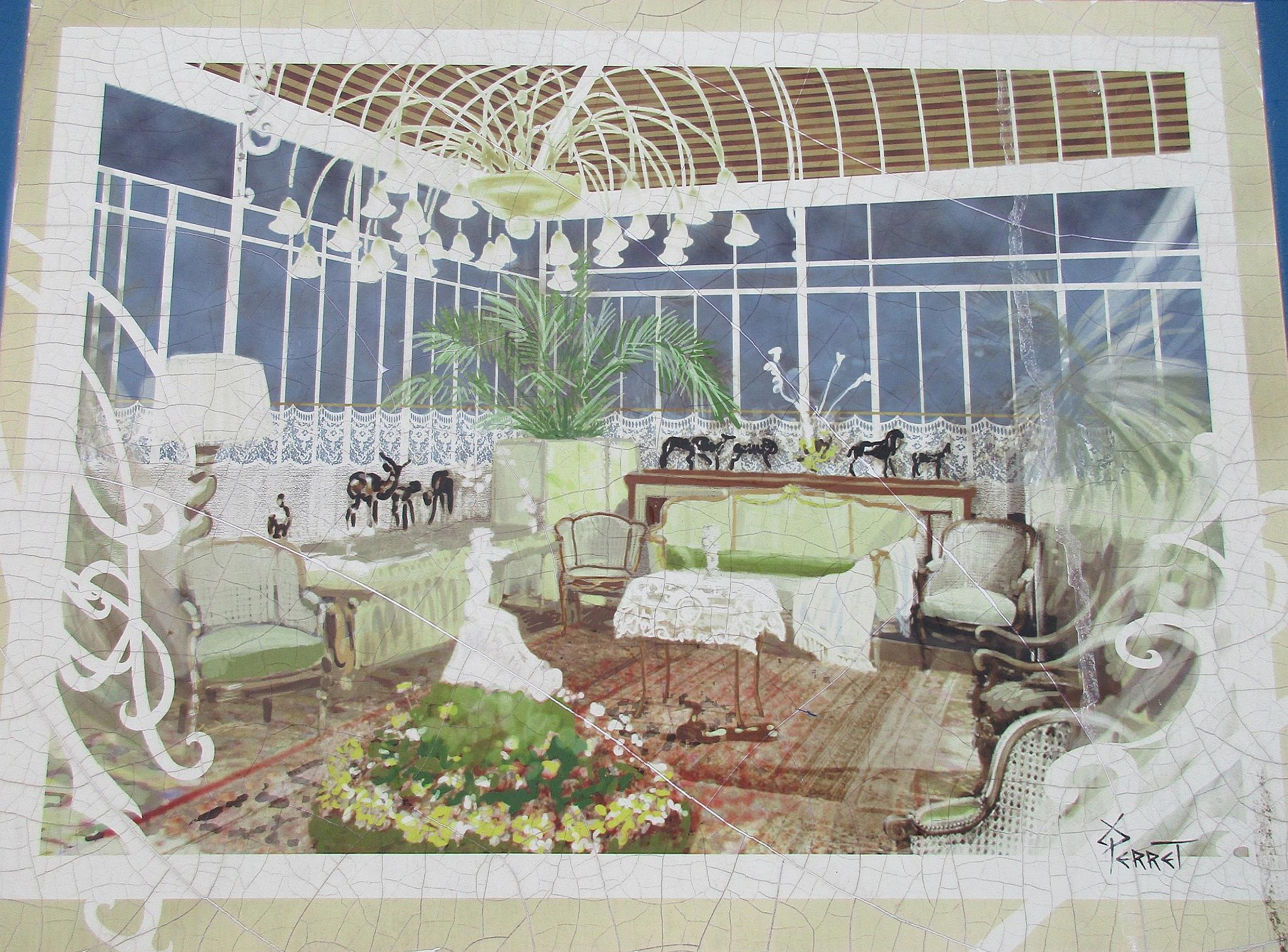
Véranda Art déco de la Villa Bugatti, avec décor de Carlo Bugatti et Rembrandt Bugatti
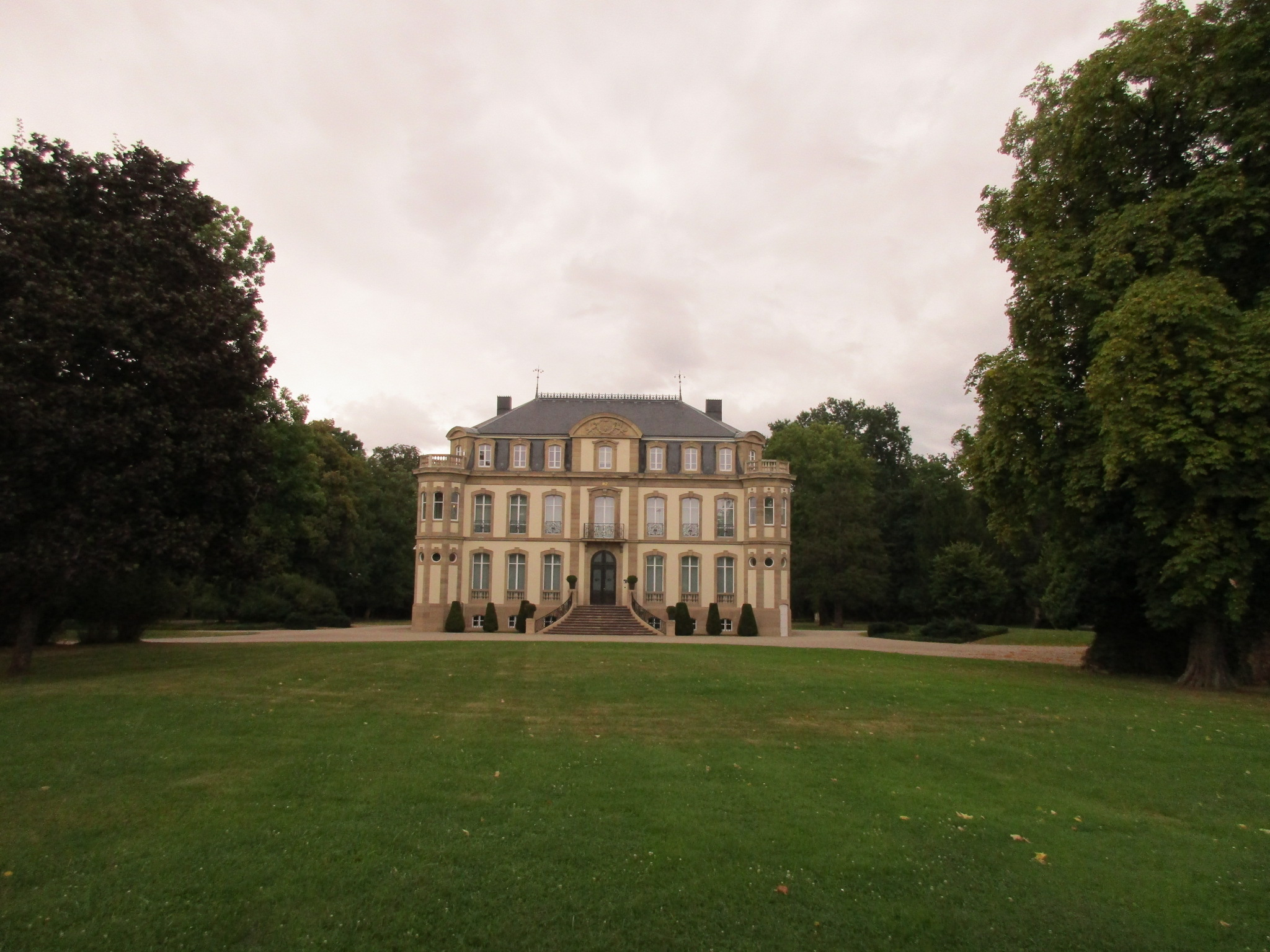
Château Saint-Jean de Dorlisheim
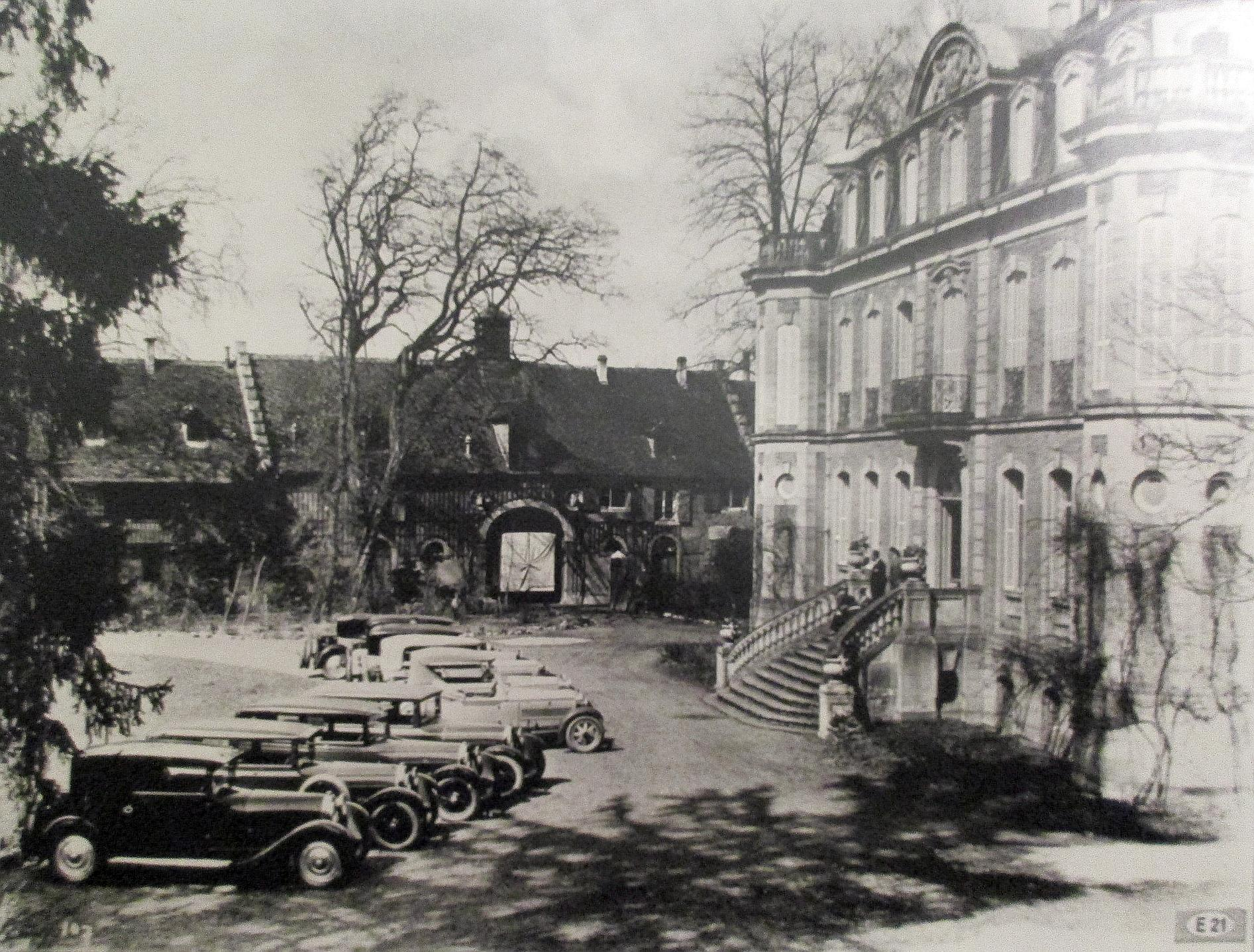
Château Saint-Jean vers 1930
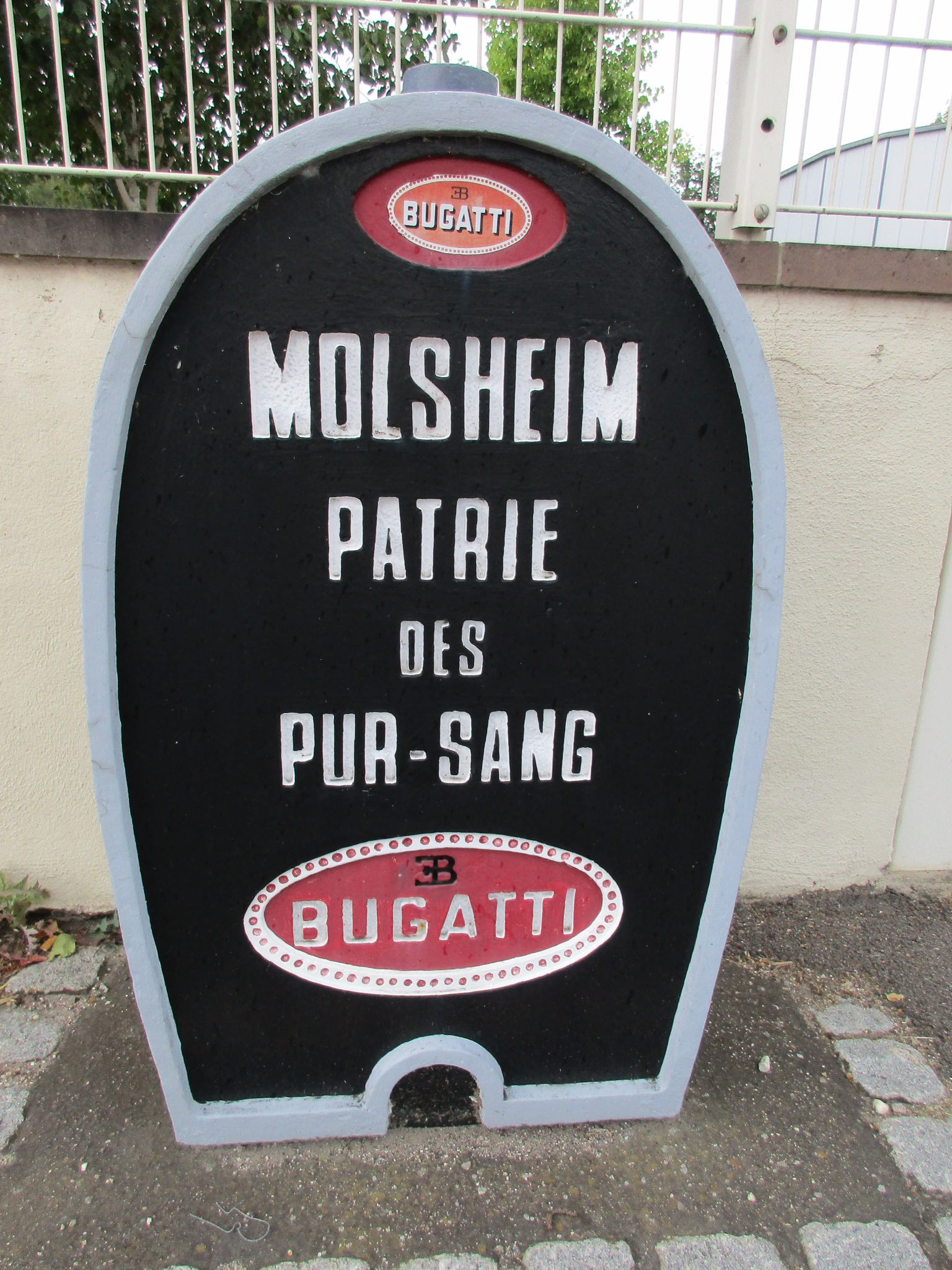
Molsheim, patrie des pur-sang Bugatti
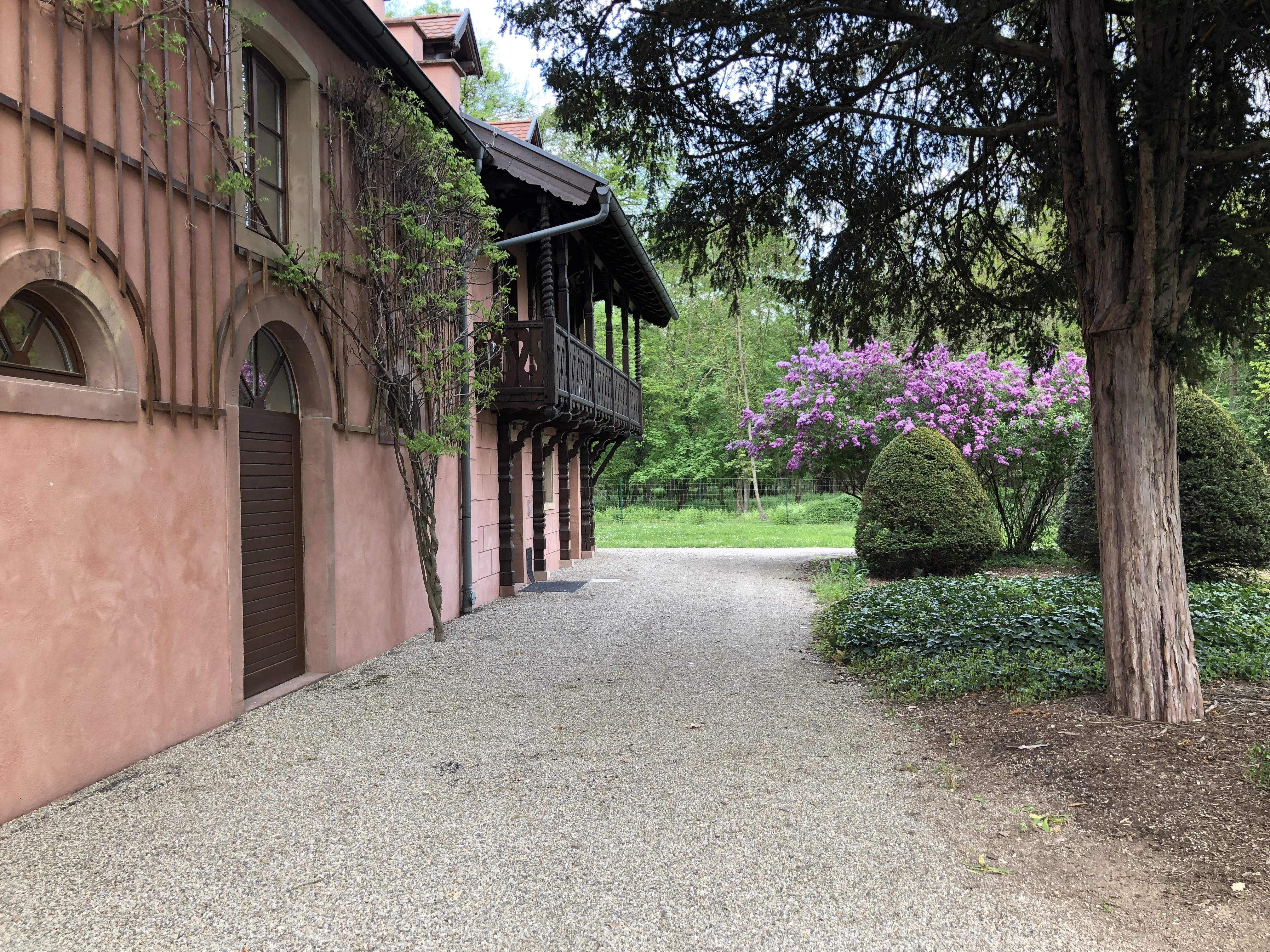
Granges du Château St Jean
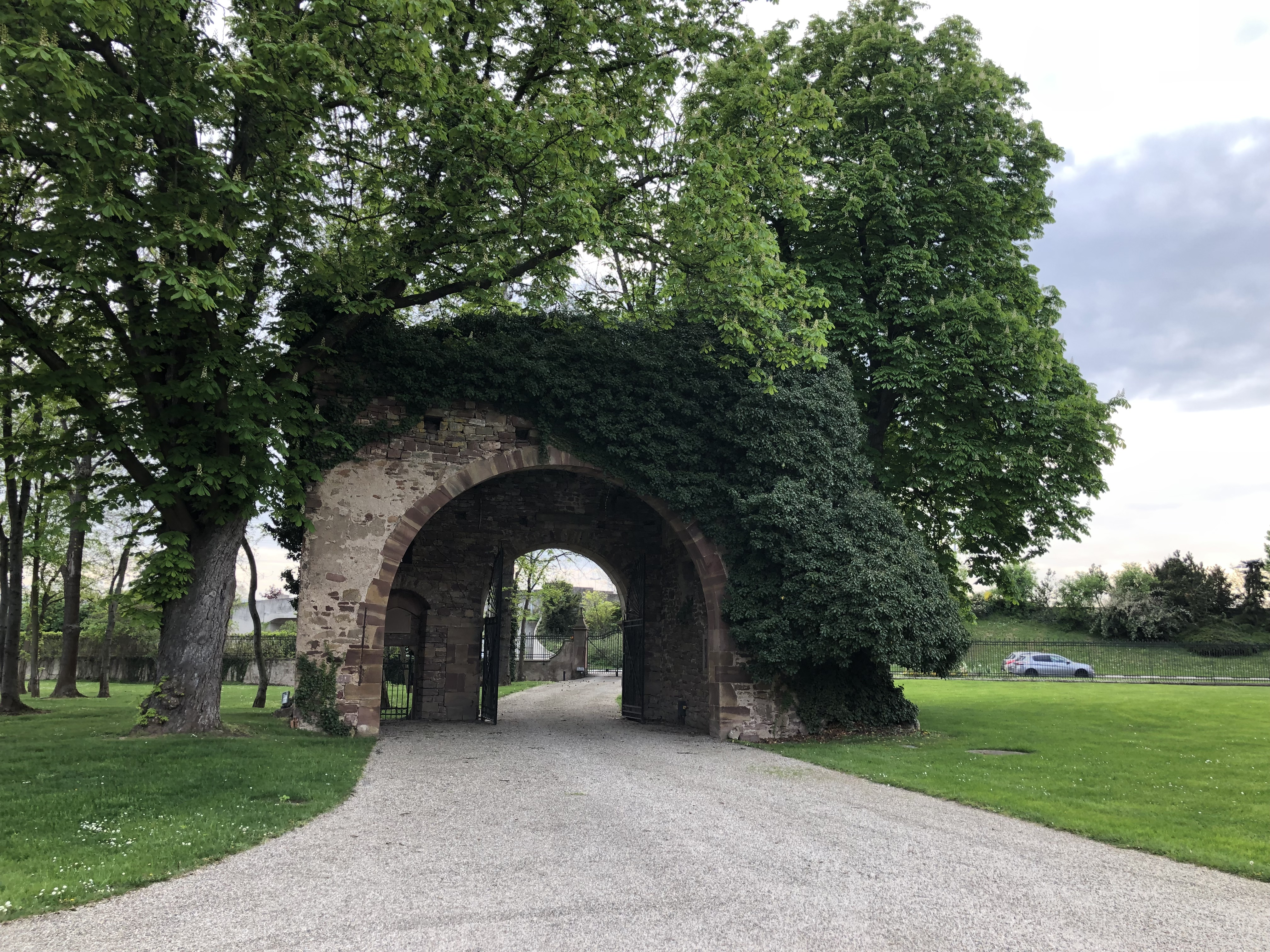
Entrée du Château St Jean et usine
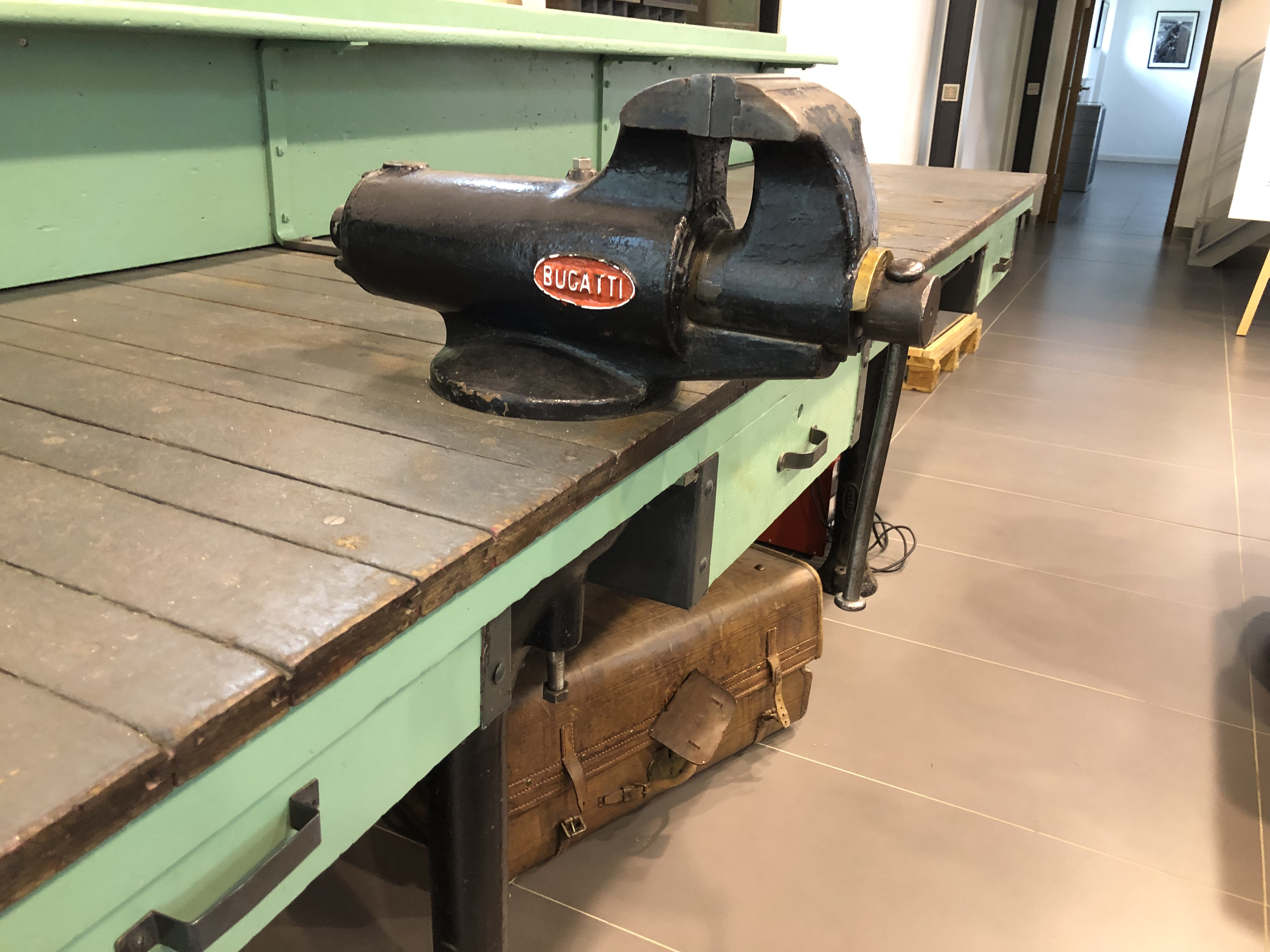
Etabli dans les anciennes granges
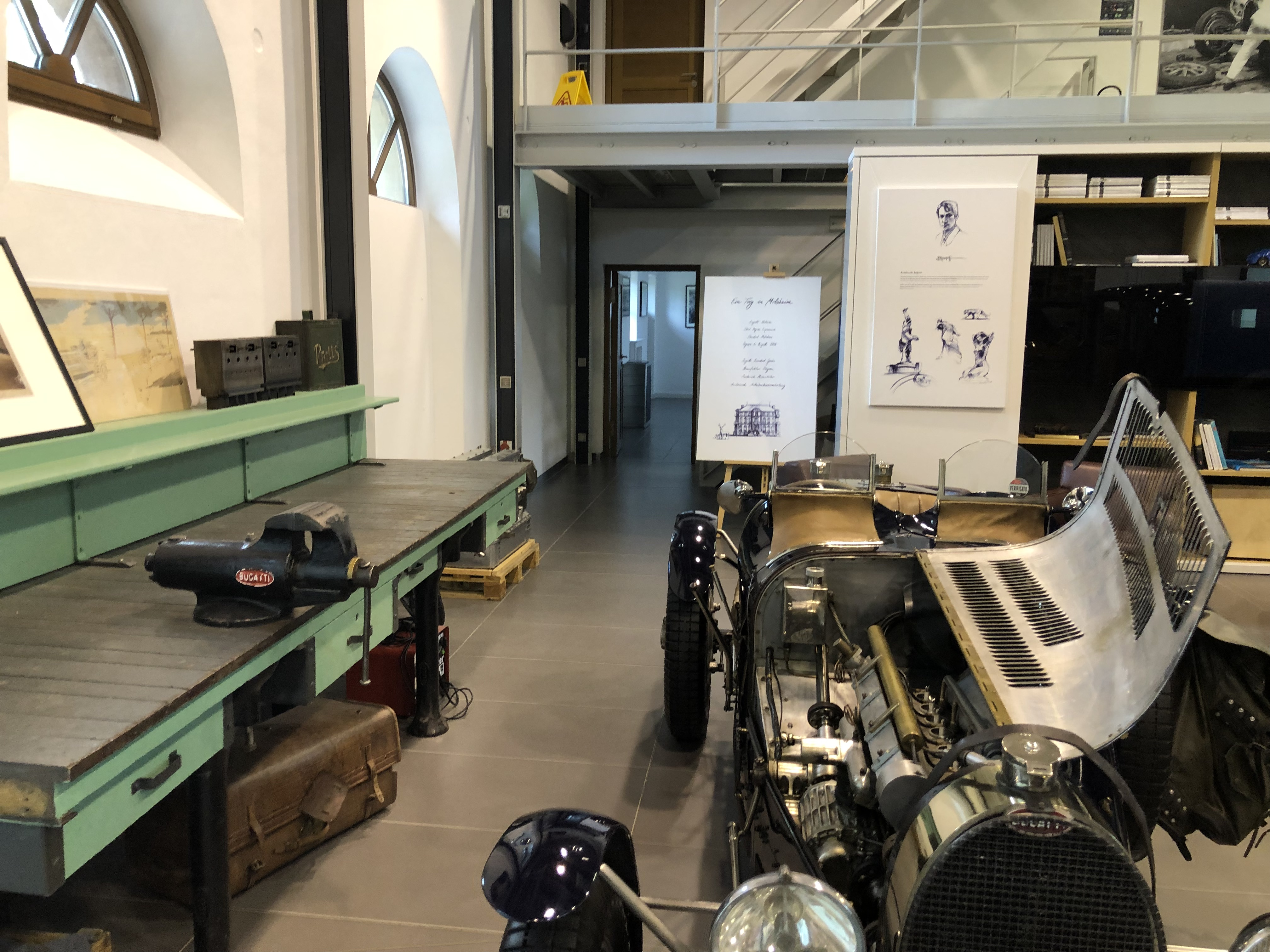
Dans les anciennes granges

Au début des années 1920, Ettore Bugatti acquiert l'Hostellerie du Pur-Sang à côté de l'usine, où il installe ses pilotes et héberge ses clients de passage. Les victoires en courses de Bugatti y sont célébrées.
En 1928, Ettore Bugatti fait l'acquisition du domaine du Château Saint-Jean à Dorlisheim qu'il utilisera comme site de promotion de sa marque, et lieu de réception pour son réseau d'agents et concessionnaires. Dès 1935, il loge dans une des remises son père Carlo, célèbre artiste ébéniste, venu de Paris s'installer définitivement en Alsace.
En 1939 Jean Bugatti se tue tragiquement à l'âge de 30 ans, au cours d'essais et mise au point de l'évolution de sa Bugatti Type 57G, victorieuse des 24 Heures du Mans 1939 avec Jean-Pierre Wimille et Pierre Veyron, à près de 200 km/h sur route de campagne à Duppigheim, à 10 km à l'est de l'usine. Ce dramatique décès condamne irrémédiablement la marque Bugatti à sa disparition, malgré quelques tentatives infructueuses de survie par Roland Bugatti. Ettore Bugatti disparaît en 1947, après avoir déposé avec son fils plus de 1 000 brevets, fabriqué en 37 ans plus de 7 500 voitures d'élite et de légende, avec près de 1 400 employés, et avoir dominé la compétition automobile avec plus de 10 000 victoires (toutes catégories) et 37 records (palmarès inégalé à ce jour).

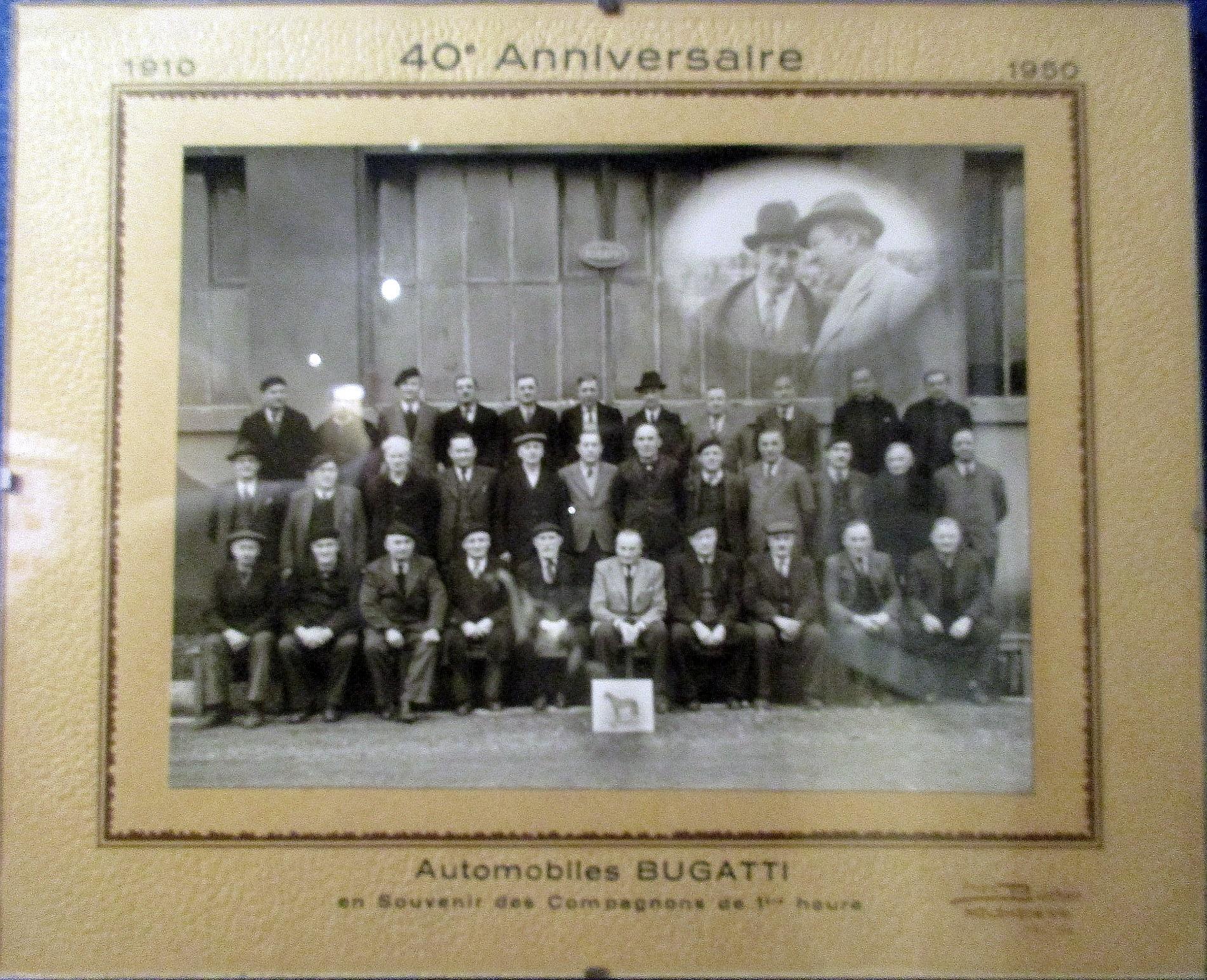
Les salariés Bugatti de la première heure (1910-1950)
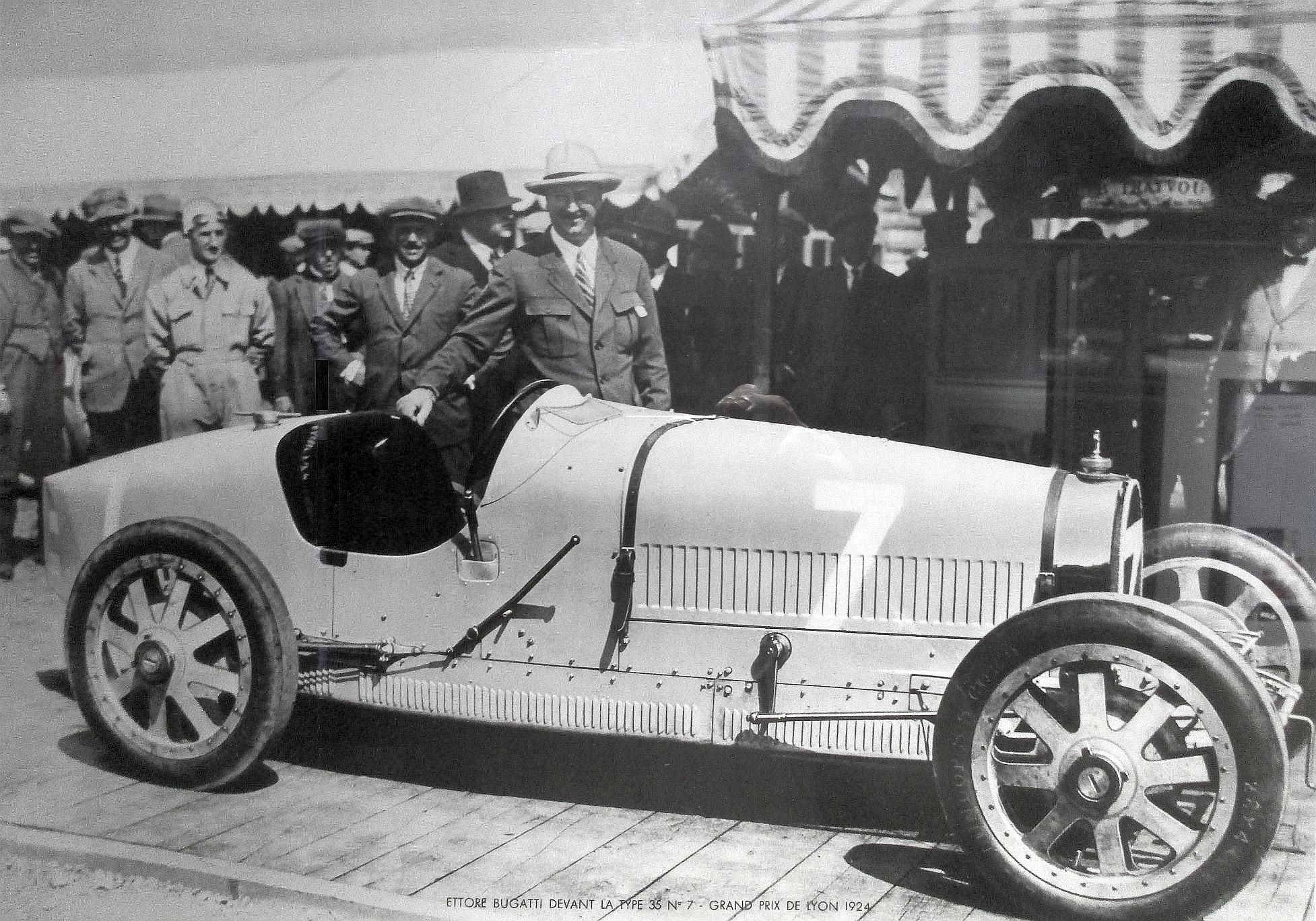
Ettore Bugatti et sa première Bugatti Type 35, au Grand Prix automobile de France 1924
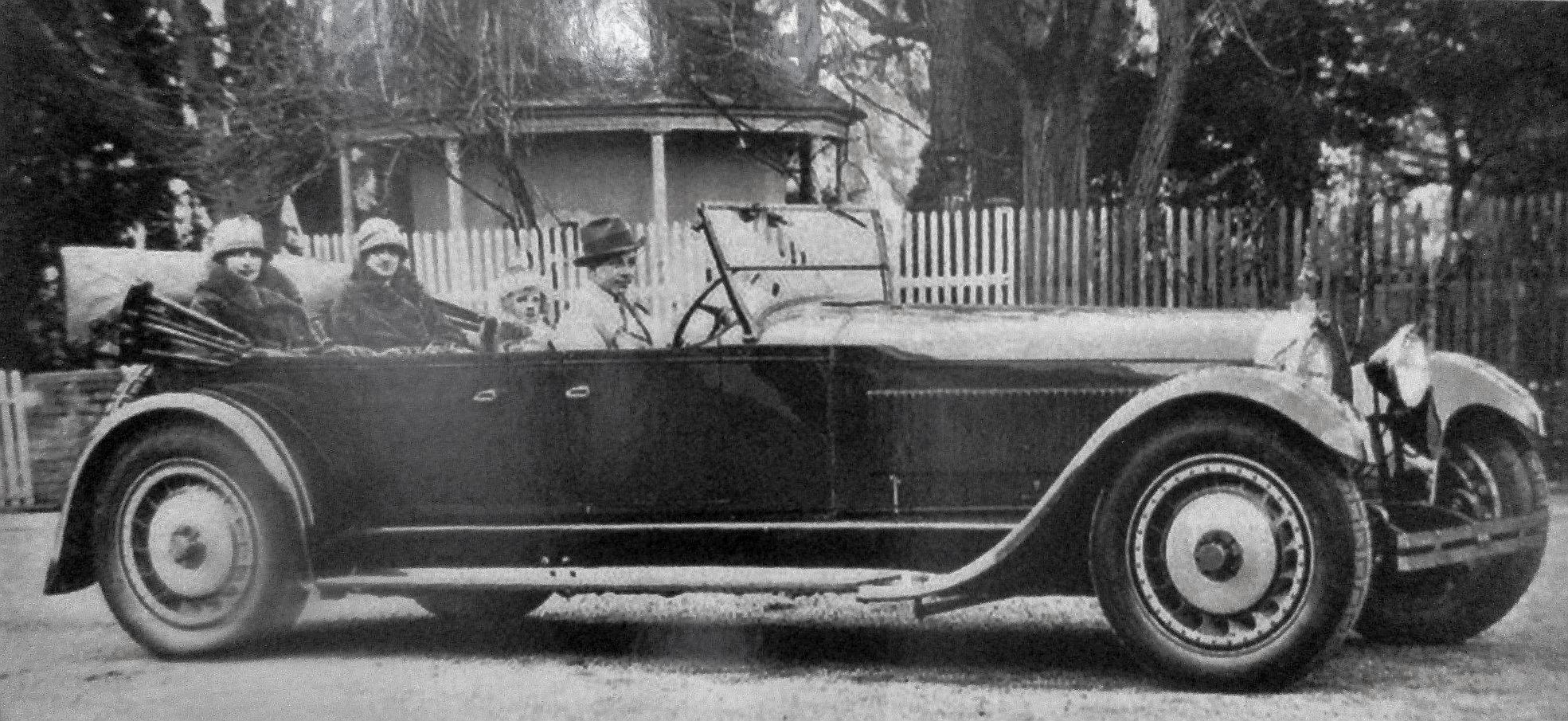
Jean, L'Ebe, Lidia, et Roland, dans la première Bugatti Royale Type 41 Torpédo de 1926
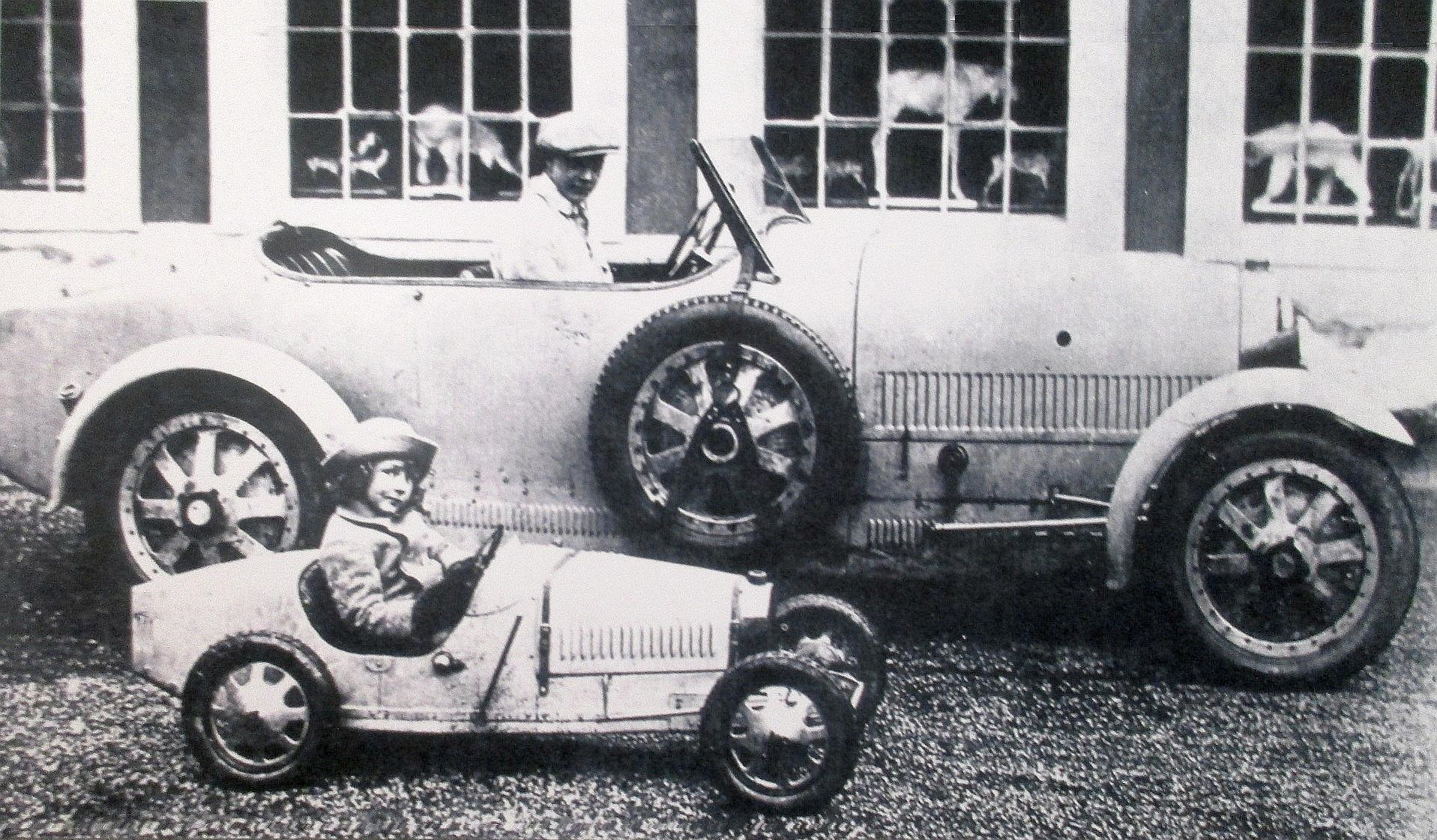
Jean Bugatti et son frère Roland Bugatti, et leurs Bugatti Type 43, et Bugatti Type 52

En 1963, Roland Bugatti et ses sœurs vendent l'usine et la marque au constructeur Hispano-Suiza, qui réoriente la production vers le secteur aéronautique et spatial (actuel Safran Landing Systems). Les frères Schlumpf, riches industriels de Mulhouse, passionnés de Bugatti, acquièrent une importante partie de documents et modèles historiques de la marque, dont 123 Bugatti classées monument historique depuis 1978 avec 430 voitures de la collection Schlumpf de la cité de l'automobile de Mulhouse (plus important musée de voitures de collection du monde, et plus importante collection de Bugatti du monde).   

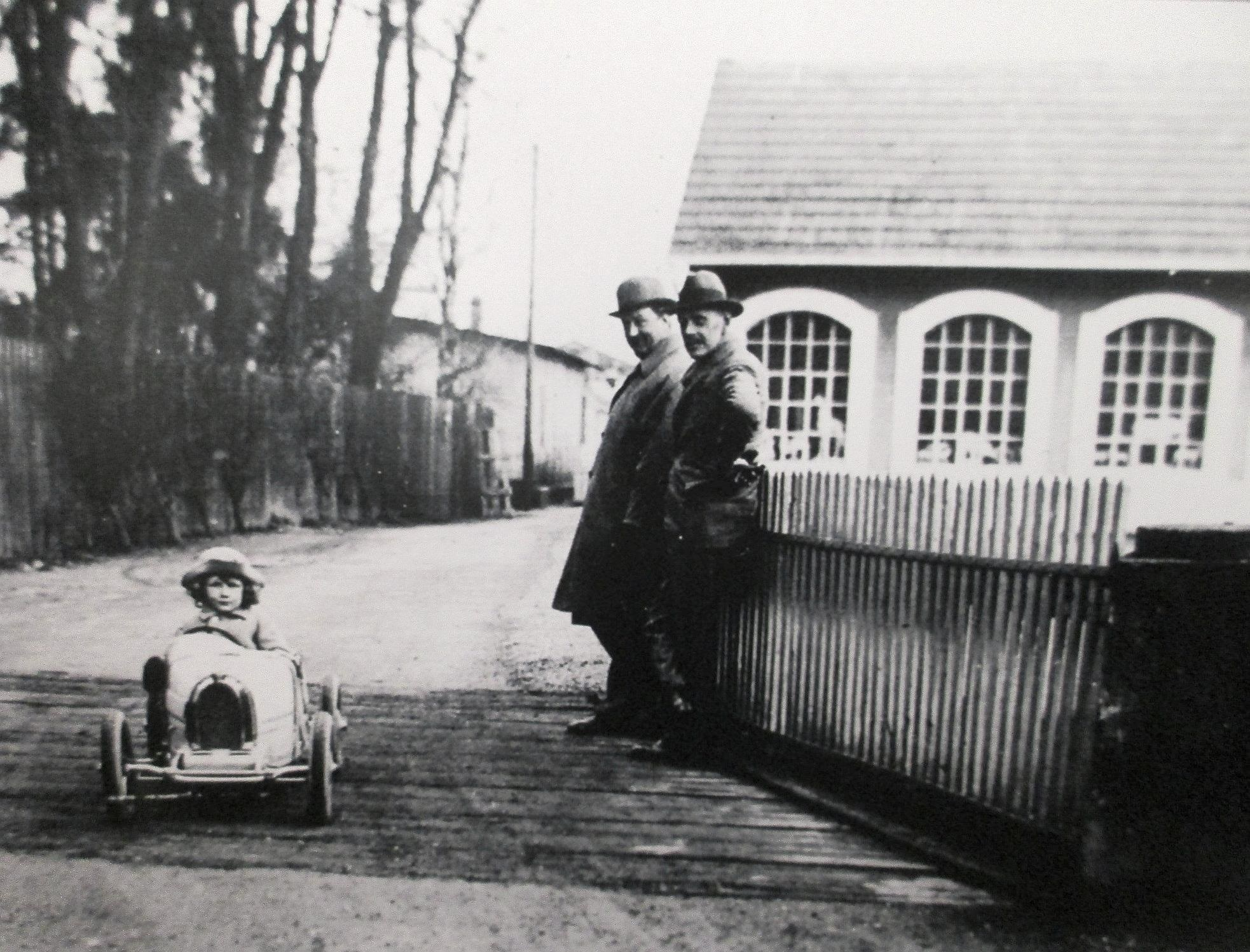
Ettore Bugatti et son fils Roland Bugatti au volant de sa Bugatti Type 52
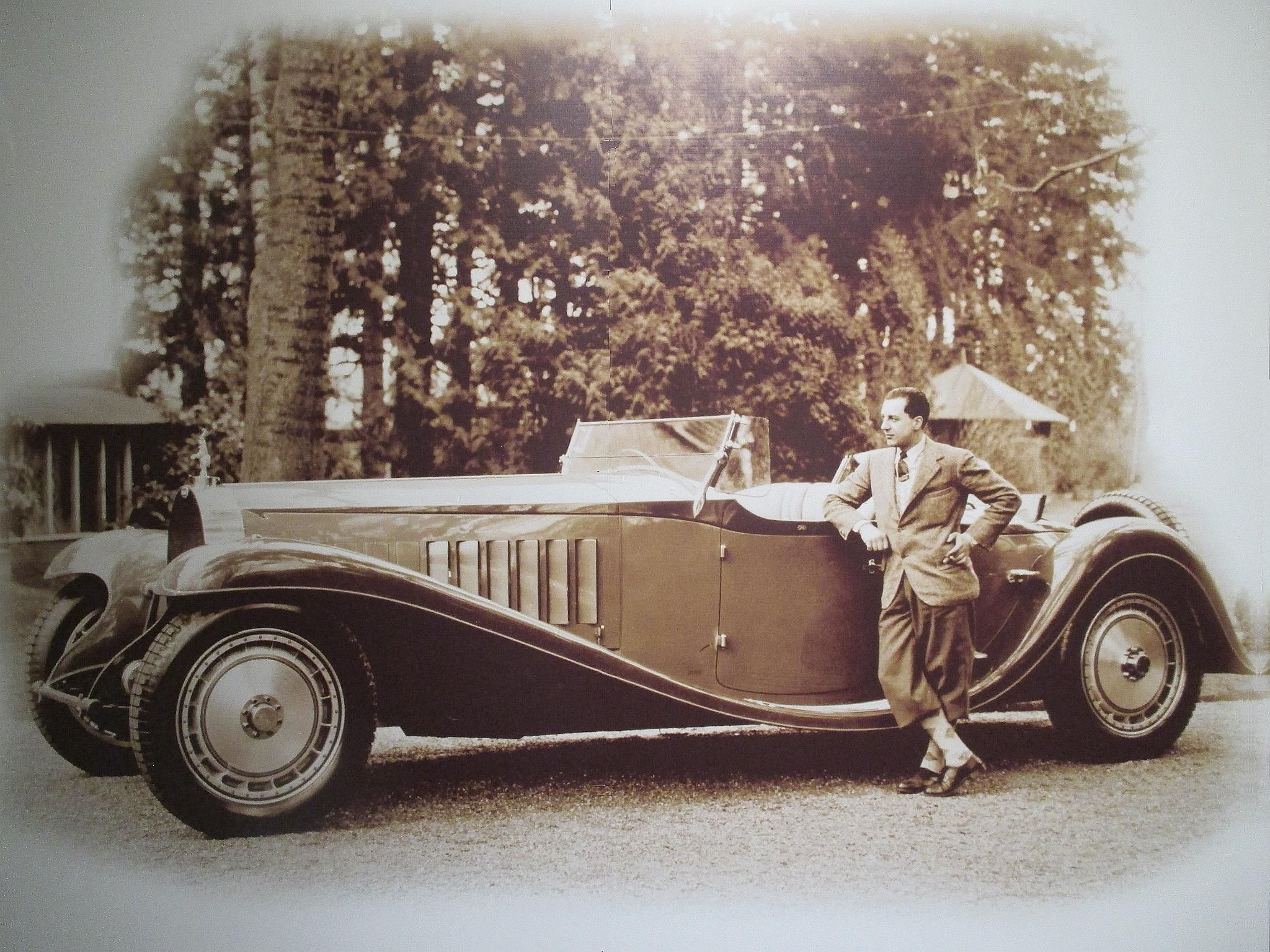
Jean Bugatti et sa Bugatti Royale Type 41 Roadster Esders de 1932
Essai d'un prototype électrique par Ettore Bugatti et son client, le roi Léopold III de Belgique, dans la cour de l'usine
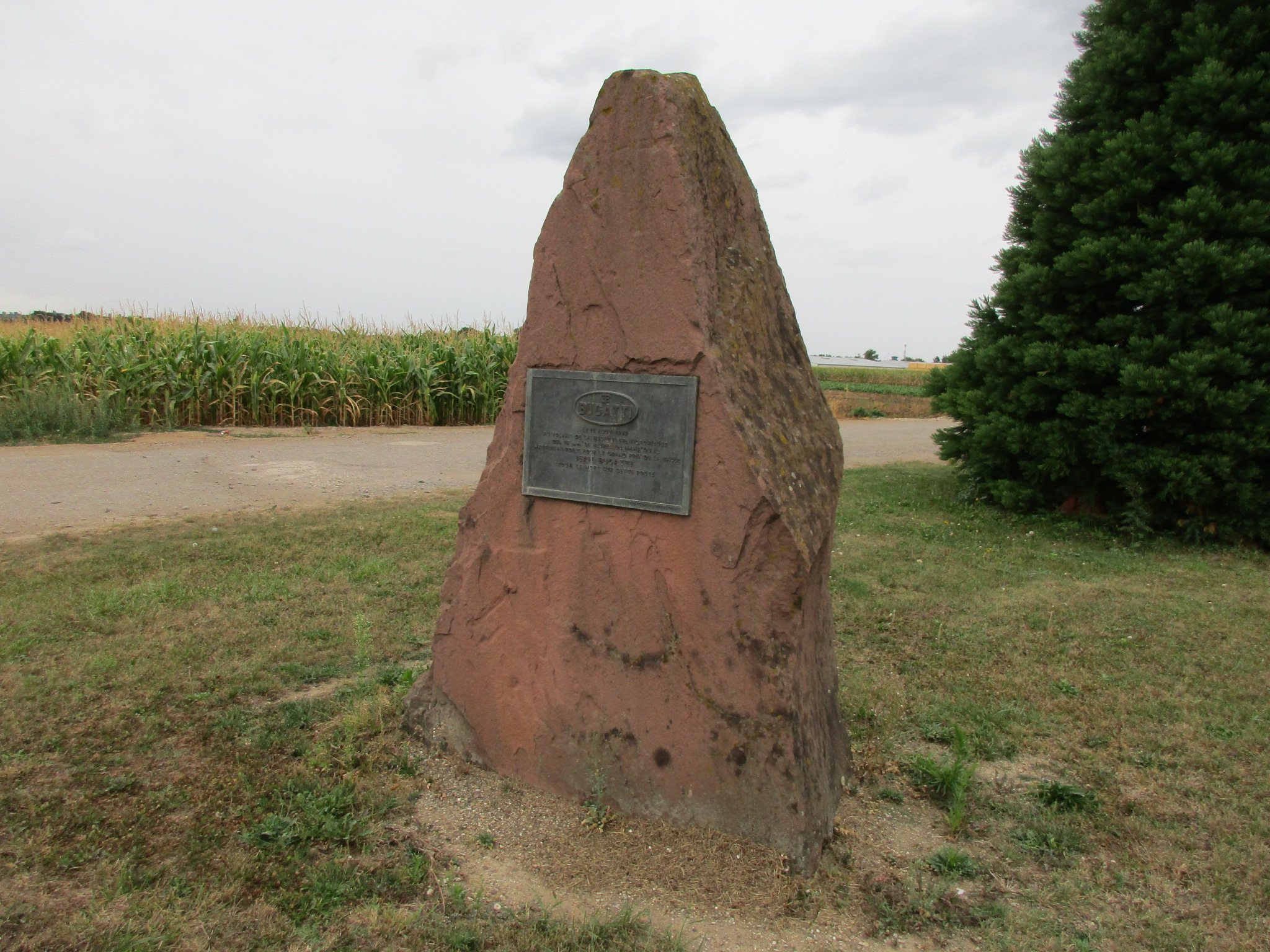
Stèle de Jean Bugatti, de Duppigheim, de 1939
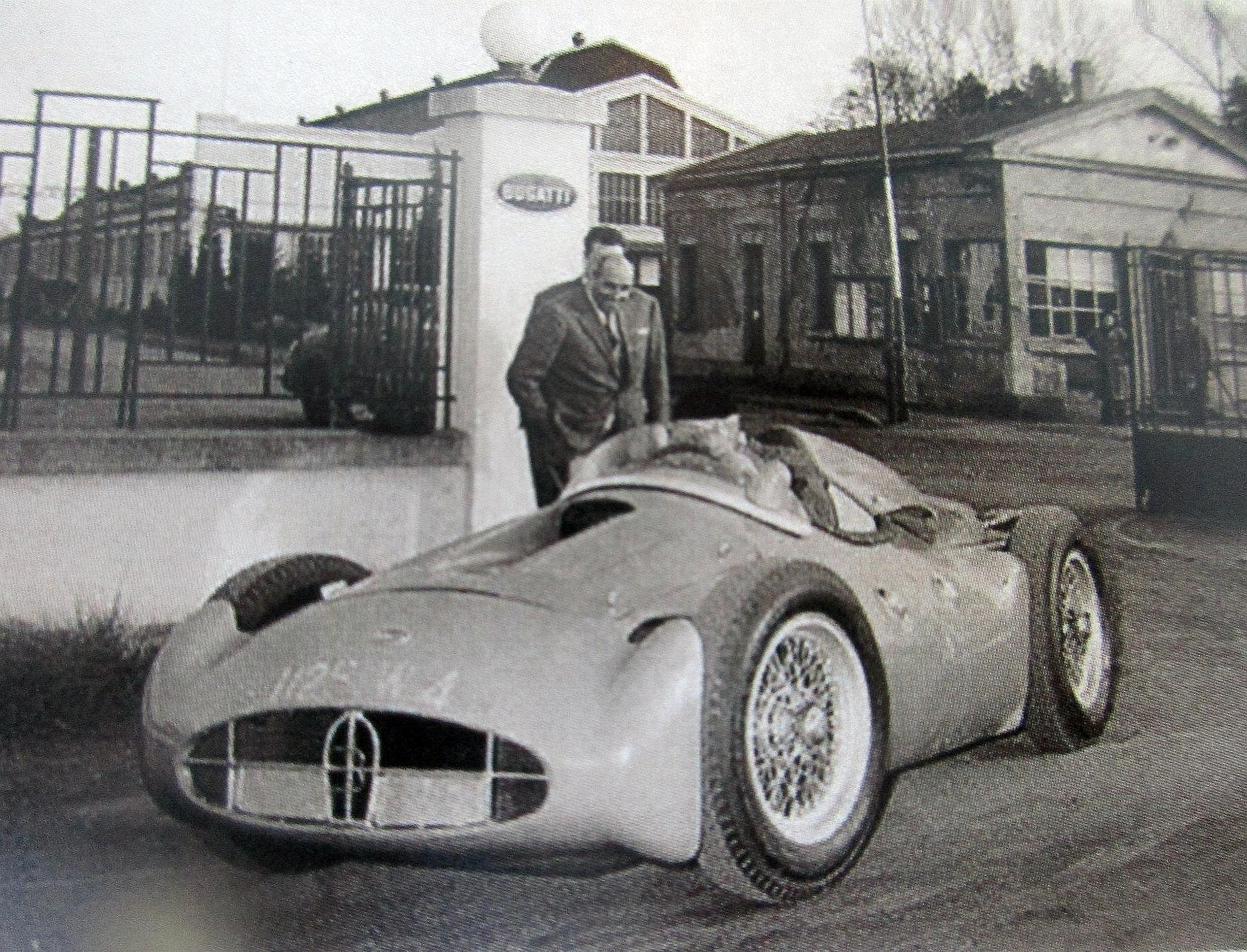
Bugatti Type 251 de Formule 1 de 1956, devant l'usine

Entre 1987 et 1996, l'entrepreneur italien Romano Artioli ressuscite durant 11 ans, la production de voiture d’élite avec la marque Bugatti Automobili SpA, avec la production de Bugatti EB110 et Bugatti EB112.

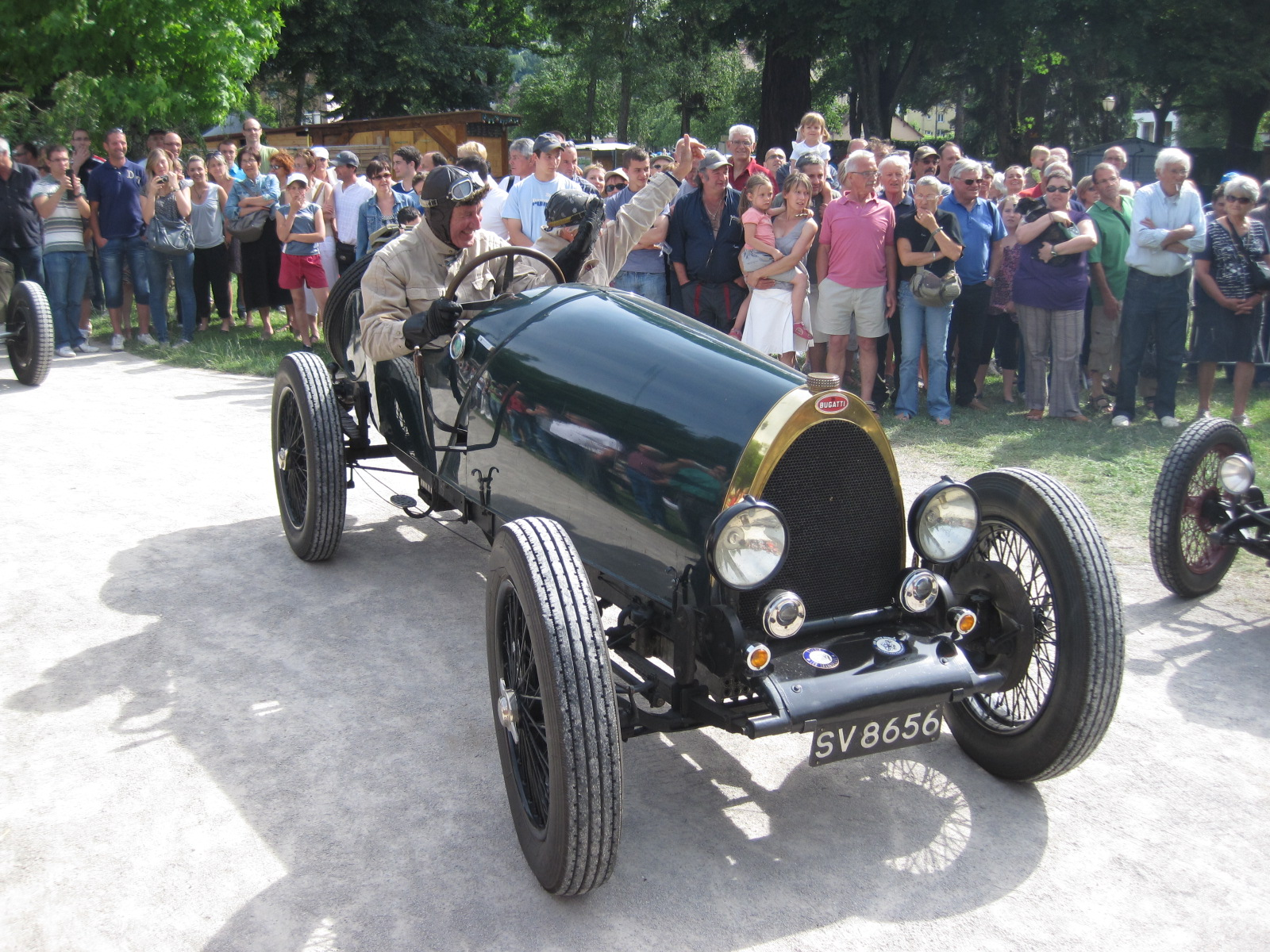
Michel Bugatti (fils d'Ettore) et sa Bugatti Type 30 de 1922
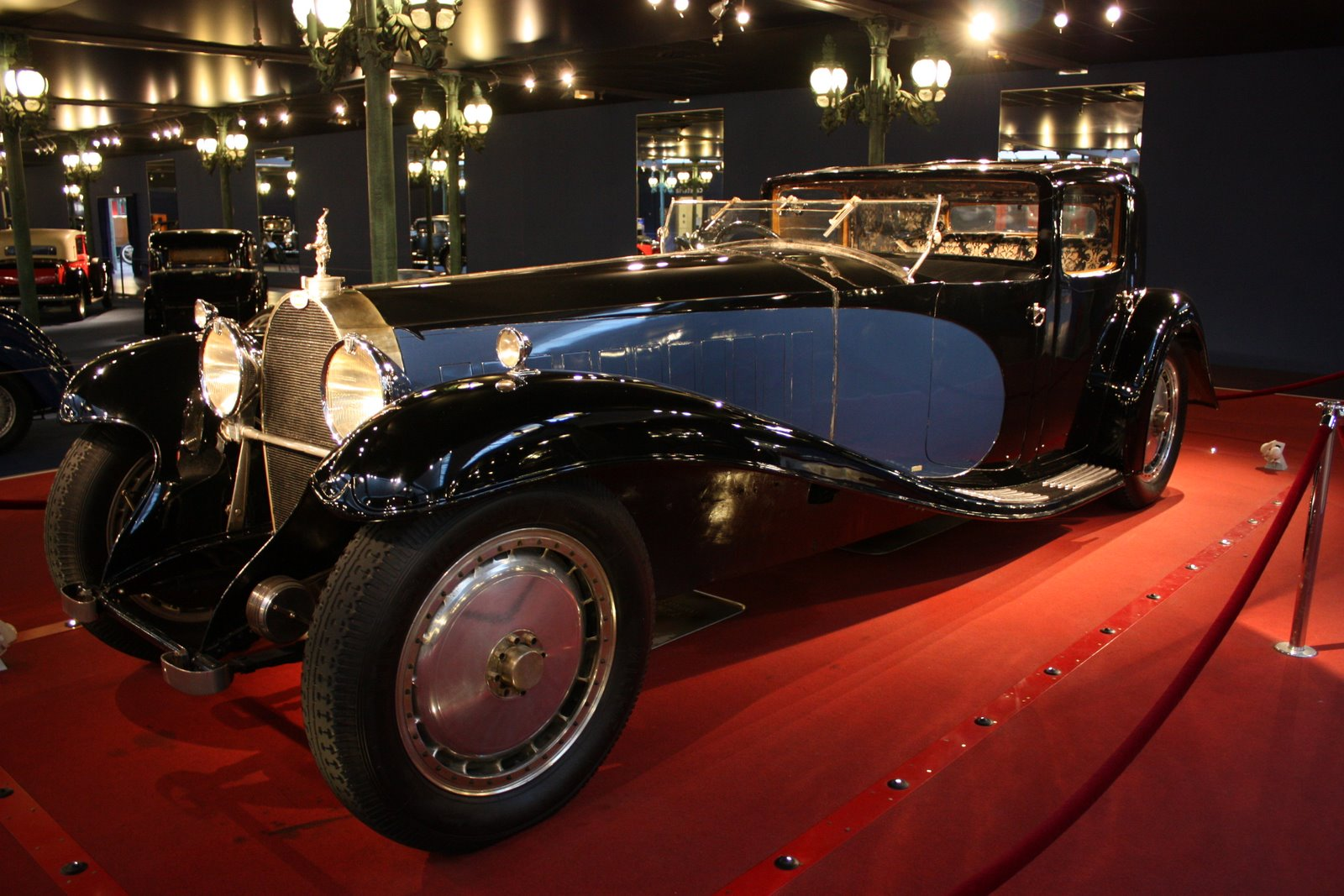
Bugatti Royale Type 41 « Coupé du Patron » 1926 (collection Schlumpf de la cité de l'automobile de Mulhouse)
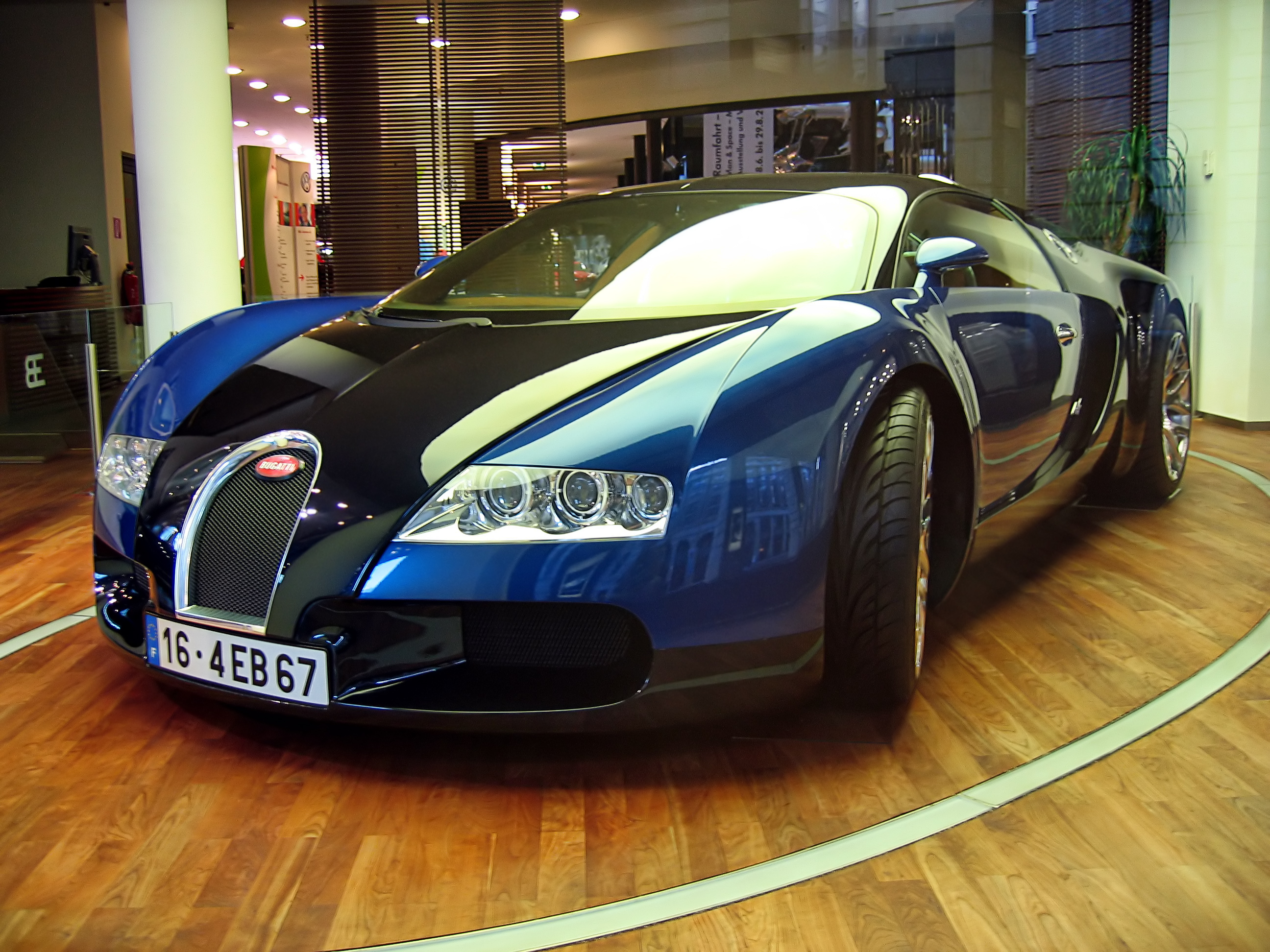
Bugatti Veyron 16.4 2005
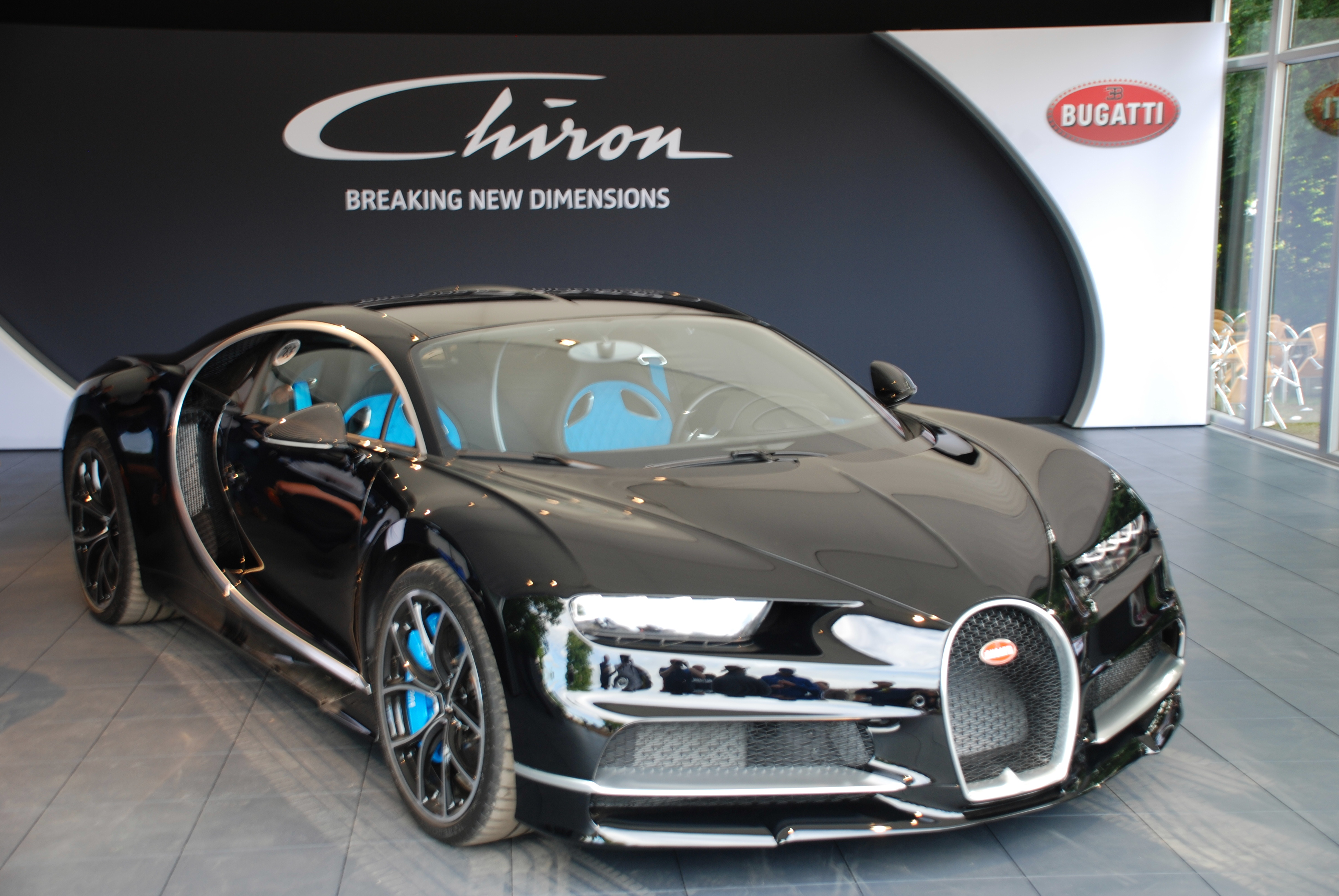
Bugatti Chiron 2016
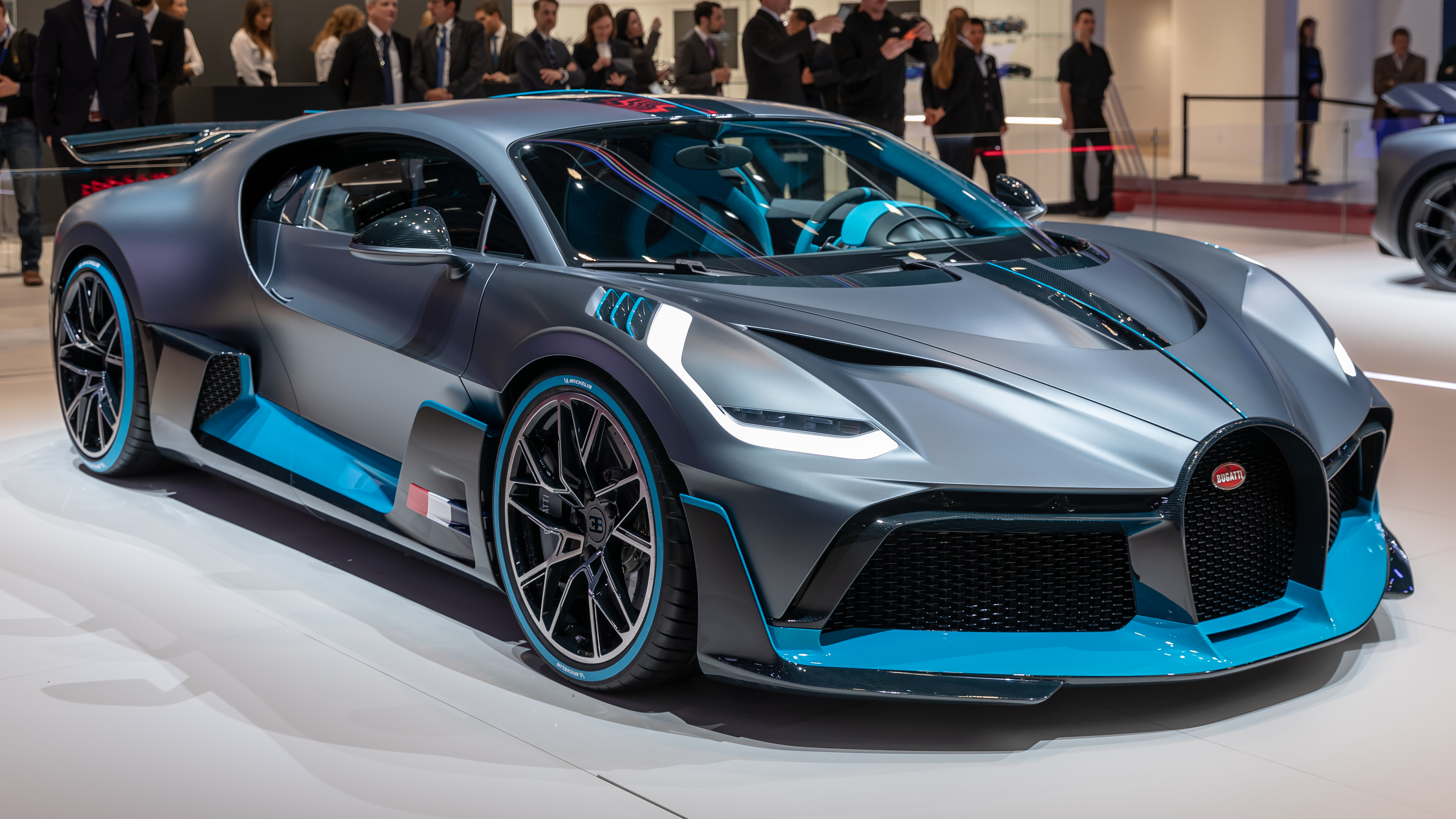
Bugatti Divo 2020

En 1998 Ferdinand Piëch, PDG de Volkswagen, petit-fils de Ferdinand Porsche, fondateur du groupe, et de Porsche, rachète Bugatti, Bentley, et Lamborghini en quelques mois, et ressuscite une seconde fois la marque d'élite Bugatti Automobiles SAS à Dorlisheim, avec l'assemblage dans un nouvel atelier des « voitures les plus rapides, les plus chères, et les plus sélectes au monde », avec les Bugatti EB118, Bugatti EB218, Bugatti Veyron 16.4, Bugatti Chiron, et Bugatti Divo,.

## Domaine du Château Saint-Jean à Dorlisheim

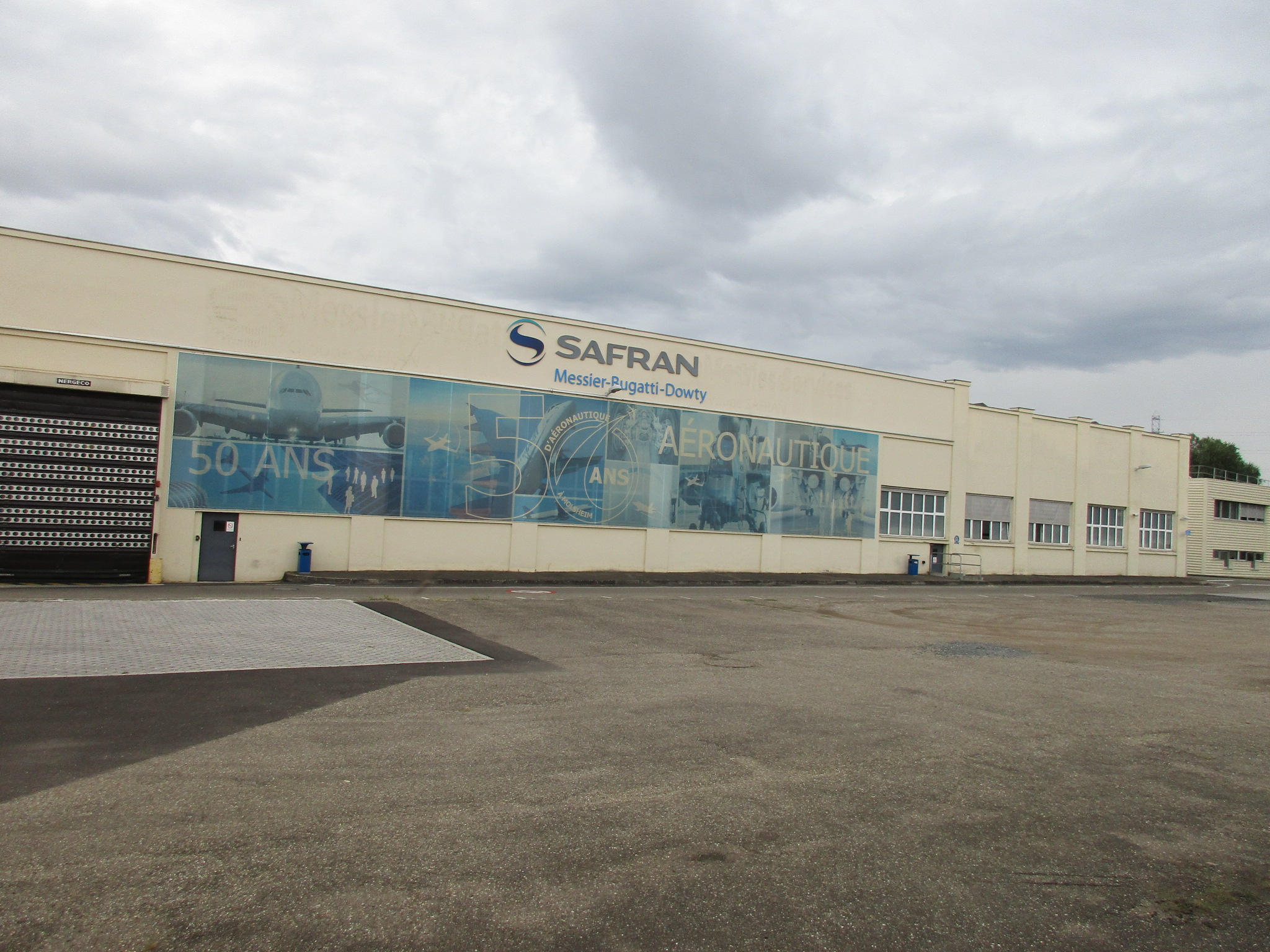
Usine Messier-Bugatti-Dowty (Safran Landing Systems, secteur aéronautique et spatial).

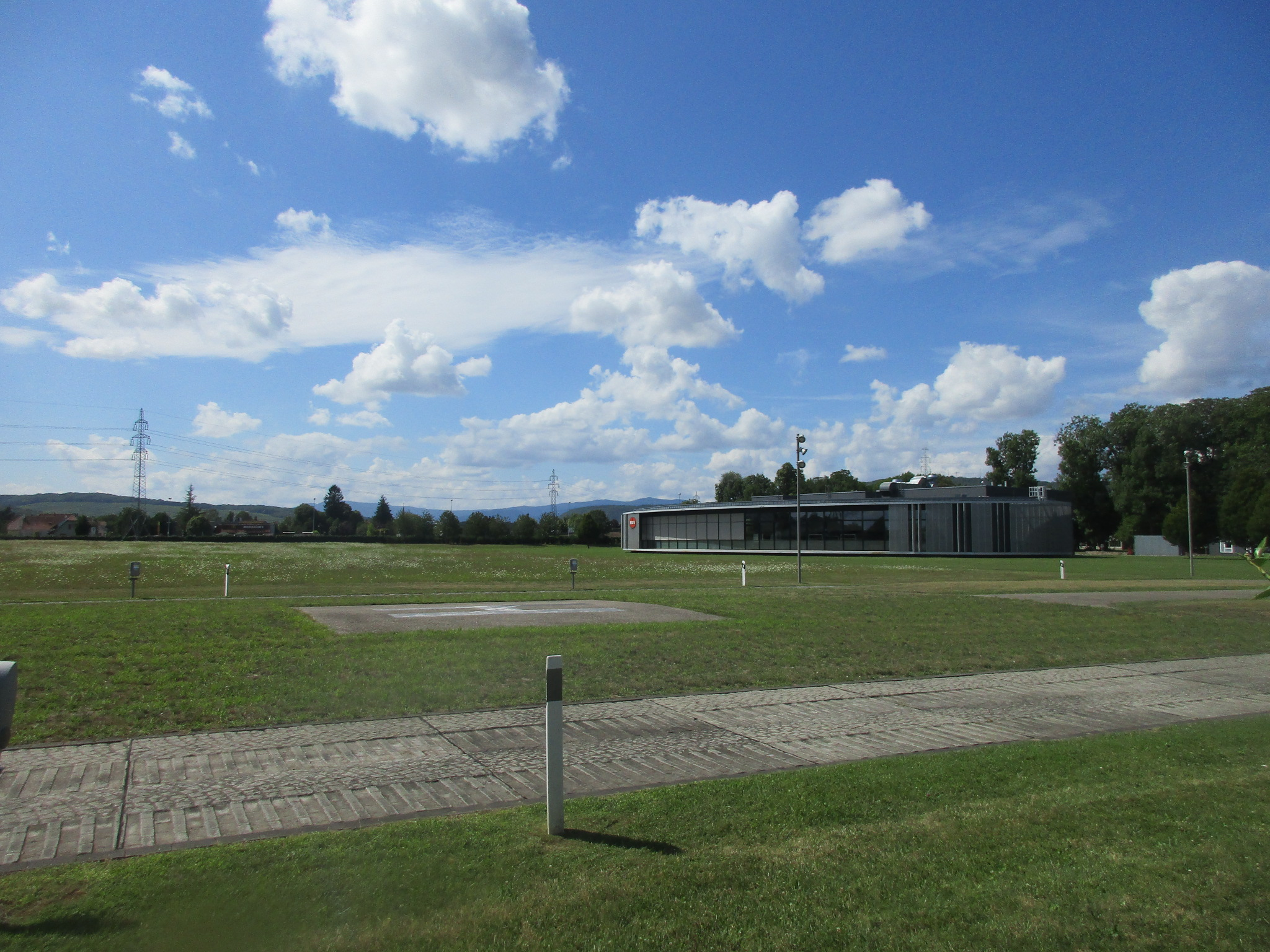
« L'Atelier » de 2004, actuel lieu de production, de personnalisation, et de vente des Bugatti Veyron 16.4, Chiron, et Divo sur le site historique de Molsheim-Dorlisheim.

- 1788 : Remise sud, ancienne écurie et habituation. Actuelle archives, bibliothèque, service design Bugatti, et salon de réception de la clientèle Bugatti.
- 1853 : Remise nord, anciennes écuries. Atelier d'artiste de Carlo Bugatti. Actuel service clientèle et service après vente mondial « Flying Doctors ».
- 1857 : Château Saint-Jean (fondé par la famille Wangen de Geroldseck sur une ancienne commanderie de l'ordre de Saint-Jean de Jérusalem du XIIIe siècle) et parc de 6,5 hectares, lieu de réception de la famille Bugatti. Actuel siège social depuis 2001 de Bugatti Automobiles SAS[8].
- 1920 : Orangerie, serre de plantes tropicales. Rénovée en 2009 pour les 100 ans de la marque.
- 2004 : « L'Atelier » actuel lieu d'assemblage de Bugatti Automobiles SAS, des Bugatti EB118, Bugatti EB218, Bugatti Veyron 16.4, Bugatti Chiron, et Bugatti Divo.

## Proche du site
- Fondation Bugatti - musée Bugatti, dans l'ancien prieuré de la chartreuse de Molsheim dans le centre-ville (musée d'archéologie, d'art et d'histoire)
- Sculptures de la famille Bugatti au cimetière de Dorlisheim (Ettore, Carlo, Jean, et Roland, etc.) et stèle de Jean Bugatti à Duppigheim
- Festival Bugatti de Molsheim, festival annuel de Bugatti de collection, en septembre[9].
- Collection Schlumpf de la cité de l'automobile de Mulhouse (à 100 km au sud) plus important musée de voitures de collection du monde, et plus importante collection de Bugatti du monde.